# Esperimenti scientifici dell'Expedition 72
Gli esperimenti scientifici dell'Expedition 72 sono gli esperimenti svolti dagli astronauti della missione spaziale di lunga durata Expedition 72 a bordo della Stazione spaziale internazionale (ISS) nel periodo tra settembre 2024 e aprile 2025. 

## Esperimenti
In questa sezione è riportata solo una piccola parte delle centinaia di esperimenti scientifici svolti a bordo della ISS in quel periodo, in ordine alfabetico.

### ADSEP-MOF
L'esperimento Assessing the Effect of Microgravity on Growth and Properties of Metal Organic Framework (MOF) Crystals (ADSEP-MOF) ha l'obiettivo di studiare l'influenza della microgravità sulla crescita e sulle proprietà dei cristalli di framework organico-metallico. Questi materiali hanno un'ampia gamma di applicazioni, tra cui la separazione cromatografica, la catalisi e l'elettronica avanzata, come dispositivi a effetto Hall, condensatori e materiali dielettrici a bassa costante dielettrica per memristori, sensori chimici e optoelettronici. Sulla Terra, la crescita di questi cristalli è ostacolata dalla convezione solutale, un fenomeno che causa la formazione di cristalli di piccole dimensioni, non uniformi e con numerosi difetti strutturali. Nella microgravità della Stazione Spaziale Internazionale, l'assenza di accelerazione elimina questo effetto, permettendo la crescita di macrocristalli più grandi, omogenei e con meno imperfezioni. L'indagine, condotta da ricercatori della Università di Stanford e della Università della California - Berkeley, sfrutta la piattaforma ADvanced Space Experiment Processor Facility (ADSEP) di Redwire, un dispositivo polivalente progettato per coltivare cellule, far crescere cristalli e persino ospitare organismi viventi nello spazio. Questo stesso sistema è stato in precedenza impiegato con successo nell'esperimento BFF-Cardiac, in cui è stato biostampato tessuto cardiaco umano. I risultati dell'ADSEP-MOF potrebbero migliorare la produzione di materiali ad alte prestazioni per dispositivi elettronici avanzati, con ricadute significative sia nelle future missioni spaziali sia nelle applicazioni terrestri.

### ADSEP-PIL
Il programma ADSEP-PIL (Pharmaceutical In-space Laboratory) si concentra sulla crescita di cristalli proteici e molecolari in microgravità, con l'obiettivo di migliorare la qualità e la purezza delle strutture cristalline utilizzate in ambito farmaceutico. La cristallizzazione è un processo fondamentale per la produzione di farmaci, poiché determina le proprietà fisiche e chimiche delle molecole, influenzando la loro efficacia e stabilità. Sulla Terra, le forze gravitazionali introducono instabilità e disomogeneità nei cristalli, compromettendo la qualità del prodotto finale. Nell'ambiente a microgravità della Stazione Spaziale Internazionale, questi effetti indesiderati vengono eliminati, permettendo la formazione di cristalli più grandi, ordinati e con meno difetti. Il programma ADSEP-PIL utilizza il Pharmaceutical In-space Laboratory – Biocrystal Optimization eXperiment (PIL-BOX), un sistema avanzato di cristallizzazione dotato di microscopia integrata per monitorare in tempo reale il processo di crescita. Gli esperimenti condotti all'interno del programma ADSEP-PIL hanno il potenziale di rivoluzionare la produzione di farmaci sulla Terra e di sviluppare trattamenti personalizzati per gli astronauti durante le missioni di lunga durata.

#### ADSEP-PIL-02
L'esperimento ADSEP-PIL-02 si concentra sulla crescita di cristalli proteici e sull'analisi del comportamento dei fluidi in condizioni di microgravità. Lo scopo è migliorare la comprensione della cristallizzazione per sviluppare farmaci più puri, stabili ed efficaci. In particolare, la microgravità consente di eliminare i difetti strutturali che si verificano sulla Terra a causa della convezione solutale, garantendo la formazione di cristalli più omogenei. L'esperimento utilizza il dispositivo PIL-BOX DMC (Dynamic Microscopy Cassette) per condurre tre studi distinti: il primo utilizza il lisozima come modello per verificare il funzionamento del sistema; il secondo mira a ottenere una struttura tridimensionale del complesso proteico ANGPTL3/8, con potenziali applicazioni per lo sviluppo di anticorpi più efficaci; il terzo si concentra sulla ricristallizzazione dell'insulina per validare le prestazioni del sistema PIL-BOX. Infine, un quarto studio, denominato FAME (Fluids at-Altitude Mixing Experiment), analizza il comportamento della miscelazione dei fluidi in microgravità, utilizzando coloranti e microsfere per tracciare le dinamiche di interfaccia tra diverse soluzioni.

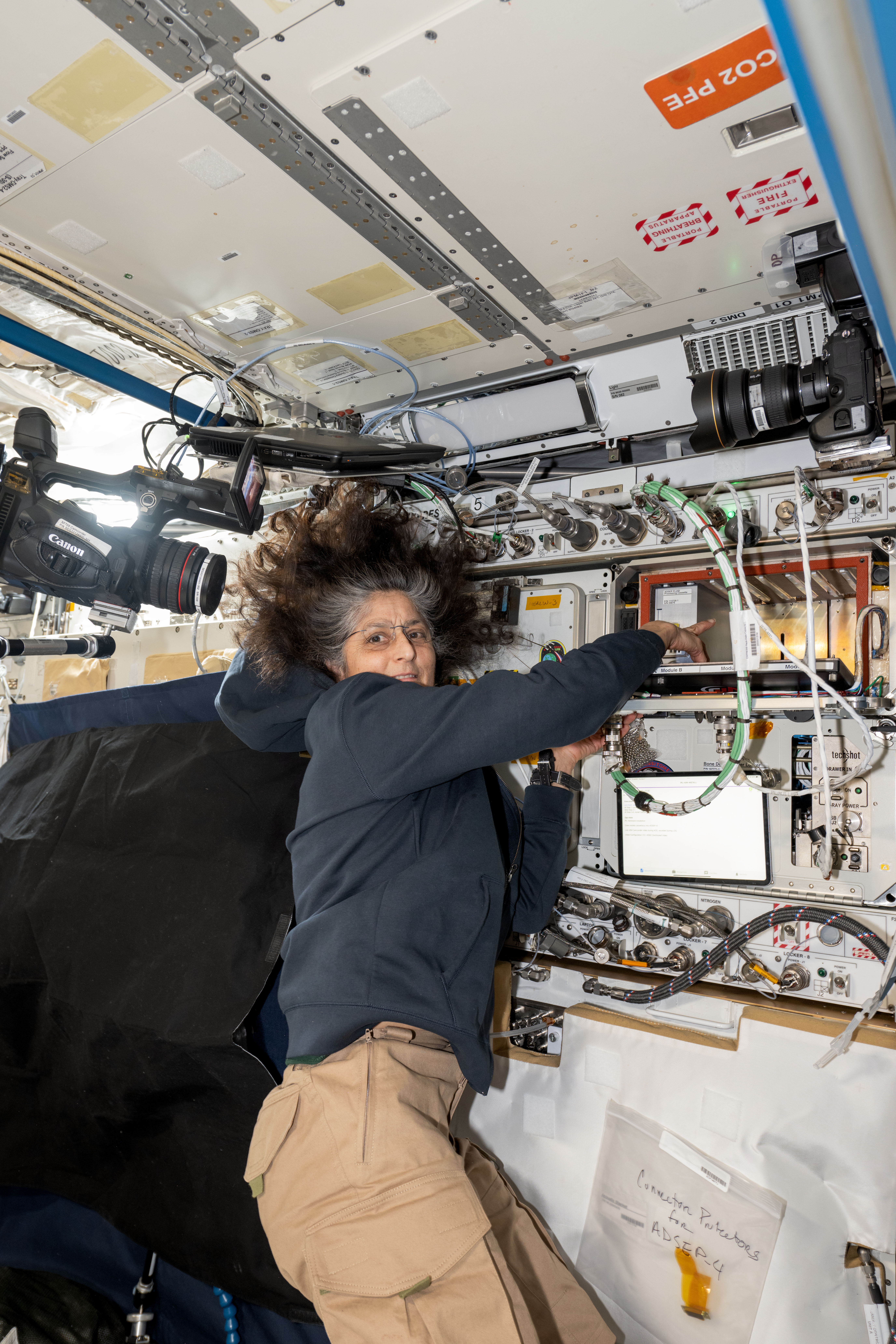
L'astronauta Sunita Williams lavora al dispositivo ADSEP nel modulo Kibo

#### ADSEP-PIL-04
L'esperimento ADSEP-PIL-04 ha l'obiettivo di migliorare le tecnologie di cristallizzazione utilizzate in microgravità, testando e ottimizzando il sistema PIL-BOX per garantire la riproducibilità dei risultati. L'indagine si concentra su due proteine di riferimento, il lisozima e l'insulina, per verificare come la microgravità influisca sulla loro cristallizzazione rispetto a esperimenti precedenti. L'assenza di forze gravitazionali consente di ottenere strutture più pure e ordinate, riducendo le imperfezioni che possono comprometterne l'utilizzo farmaceutico. Il sistema PIL-BOX DMC, dotato di microscopia avanzata, consente di monitorare in tempo reale la crescita dei cristalli, permettendo un'analisi dettagliata post-volo. I dati raccolti aiuteranno a perfezionare le tecniche di cristallizzazione per applicazioni industriali, rendendo la produzione farmaceutica più efficiente e riducendo i costi di produzione. Inoltre, l'esperimento fornisce indicazioni cruciali per la produzione di farmaci direttamente nello spazio, migliorando la capacità di supporto medico per gli astronauti in missioni di lunga durata.

#### ADSEP-PIL-07
L'esperimento ADSEP-PIL-07 esplora la possibilità di cristallizzare un farmaco sperimentale sviluppato da ExesaLibero Pharma, destinato al trattamento dell'artrite reumatoide e di alcune forme di cancro osseo. Questo farmaco, noto come ELP-004, agisce direttamente sulle cellule responsabili della distruzione dell'osso, offrendo un'alternativa più sicura rispetto ai trattamenti attuali. La microgravità potrebbe facilitare la formazione di una nuova struttura cristallina del farmaco, migliorandone la purezza, la stabilità e l'efficacia. Per l'esperimento viene utilizzato il dispositivo PIL-BOX SMALS (Small Molecule Accelerated Laboratory for Structures), un sistema avanzato per la cristallizzazione di piccole molecole dotato di strumenti per la manipolazione di solventi organici e per l'analisi in situ mediante microscopia. Il processo di cristallizzazione viene monitorato in tempo reale sulla Stazione Spaziale Internazionale e i campioni vengono successivamente riportati sulla Terra per analisi spettroscopiche dettagliate. Se il farmaco cristallizzato in microgravità si rivelasse più efficace rispetto alla versione prodotta sulla Terra, potrebbe portare a una riduzione del dosaggio necessario, migliorando la sicurezza e abbattendo i costi di produzione. I risultati di ADSEP-PIL-07 potrebbero non solo ottimizzare la produzione di farmaci innovativi per il trattamento di malattie ossee, ma anche contribuire alla prevenzione della perdita di densità ossea negli astronauti durante le missioni spaziali di lunga durata.

### Arthrospira C
L'esperimento Arthrospira Gene Expression and Mathematical Modelling on Cultures Grown in the International Space Station (Arthrospira C) studia la crescita e l'adattamento delle microalghe nello spazio, con l'obiettivo di sviluppare sistemi di supporto vitale autonomi per missioni di lunga durata. Le microalghe come la Spirulina sono in grado di convertire l'anidride carbonica in ossigeno attraverso la fotosintesi e di produrre biomassa commestibile, riducendo la dipendenza dalle risorse terrestri per il sostentamento degli astronauti. Poiché le future missioni verso la Luna e Marte dovranno essere sempre più autosufficienti, questo studio aiuta a comprendere se le alghe possano essere coltivate con successo nello spazio e mantenere la stessa efficienza di produzione di ossigeno e biomassa osservata sulla Terra.
L'esperimento utilizza il fotobioreattore Advanced Experiment Container (AEC), un dispositivo ermetico e controllato da remoto, installato nella struttura BIOLAB del modulo Columbus. Quattro fotobioreattori sono stati consegnati alla Stazione Spaziale Internazionale tramite un veicolo Cargo Dragon e, una volta attivati, forniscono luce alle colture di Spirulina, avviando il processo di crescita. Dopo una settimana di adattamento, il test prosegue per due mesi e mezzo, con incrementi graduali dell'intensità luminosa ogni due settimane per valutare la risposta delle alghe alle variazioni di luce. I dati sulla crescita e sulla produzione di ossigeno vengono monitorati in tempo reale dalla Columbus Control Centre a Colonia, in Germania. Al termine dell'esperimento, i campioni vengono riportati sulla Terra per analisi biomolecolari e per verificare la qualità nutrizionale della biomassa prodotta. Le ricerche su Spirulina hanno dimostrato che il suo consumo può offrire una protezione contro gli effetti negativi delle radiazioni cosmiche, un aspetto utile non solo per gli astronauti ma anche per i pazienti sottoposti a trattamenti radioterapici sulla Terra.

### ARTEMOSS
L'esperimento ARTEMOSS studia gli effetti combinati delle radiazioni cosmiche ionizzanti e della microgravità sulla crescita del muschio Ceratodon purpureus, una pianta estremofila ideale per missioni spaziali. Poiché le piante saranno essenziali per il supporto vitale negli habitat spaziali, è fondamentale comprendere come reagiscono a condizioni estreme. L'indagine si sviluppa in due fasi: a Terra, i campioni vengono esposti a radiazioni cosmiche simulate in dosaggi differenziati per replicare i raggi cosmici galattici e gli eventi particellari solari. Successivamente, i campioni irradiati vengono inviati sulla Stazione Spaziale Internazionale, dove vengono coltivati in microgravità per osservare le loro capacità di adattamento e riparazione del danno. Dopo il volo spaziale, i campioni vengono analizzati per studiare variazioni morfologiche ed espressione genica.

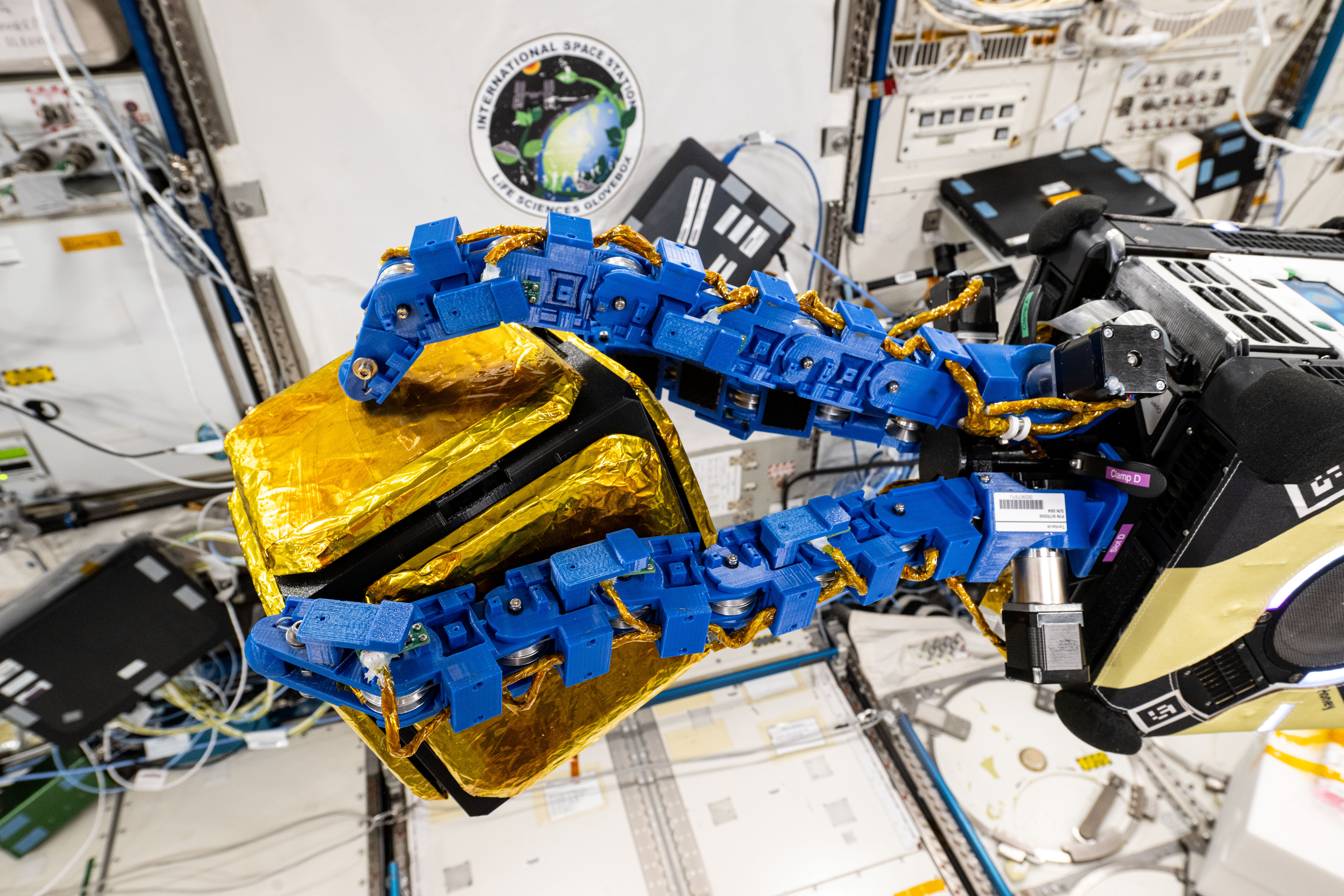
I tentacoli di Astrobee-REACCH agganciati a Astrobee afferrano un bersaglio

### Astrobee-REACCH
L'esperimento Responsive Engaging Arms for Captive Care and Handling (REACCH) Demonstration via Astrobee (Astrobee-REACCH) mira a testare una tecnologia innovativa per la cattura e la manipolazione di oggetti nello spazio, indipendentemente dalla loro forma o materiale. L'indagine utilizza Astrobee, un robot autonomo della Stazione Spaziale Internazionale, per verificare la capacità del sistema REACCH di afferrare e spostare oggetti in microgravità. Questa tecnologia, composta da bracci tentacolari con pad adesivi simili a quelli delle zampe dei gechi, potrebbe rivoluzionare la gestione dei detriti spaziali, il riposizionamento di satelliti e le operazioni di manutenzione in orbita, riducendo il rischio di collisioni e prolungando la vita operativa delle infrastrutture spaziali. Durante l'esperimento, Astrobee esegue più test di cattura su bersagli di diversa consistenza e superficie, inclusi pannelli di alluminio liscio, materiali rugosi come coperte isolanti multistrato e superfici stampate in 3D con diverse texture. L'obiettivo è garantire che REACCH possa afferrare gli oggetti in modo sicuro senza danneggiarli e senza lasciare residui dopo il rilascio. I dati raccolti, trasmessi in tempo reale a Terra e analizzati post-volo, serviranno a migliorare il design del sistema per future missioni.

### Biodegradatsiya
L'esperimento Biodegradatsiya analizza la presenza e l'attività di microrganismi, come batteri e funghi microscopici, all'interno del Segmento orbitale russo della Stazione Spaziale Internazionale. Le superfici delle navicelle spaziali e delle stazioni orbitanti non sono immuni alla colonizzazione microbica, e alcuni di questi organismi possono deteriorare i materiali strutturali. Lo studio si concentra sull'identificazione delle prime fasi di colonizzazione, sull'isolamento e classificazione delle specie presenti, sulla determinazione del loro potenziale distruttivo e sullo sviluppo di metodi efficaci per contrastarne la crescita. I dati raccolti hanno permesso di creare una collezione di oltre 300 ceppi microbici isolati a bordo della ISS, con dieci specie di funghi particolarmente dannose depositate presso l'Istituto di biochimica e fisiologia dei microrganismi G. K. Skryabin (IMBP) per la loro conservazione e lo sviluppo di brevetti. Le analisi dei campioni prelevati hanno rivelato una presenza microbica generalmente bassa, con concentrazioni più elevate nei pressi del processore dell'acqua di condensa e delle pareti strutturali della stazione. L'esperimento contribuisce alla messa a punto di strategie per prevenire e contenere la crescita microbica in microgravità, riducendo il rischio di danni ai materiali e proteggendo la salute degli astronauti.

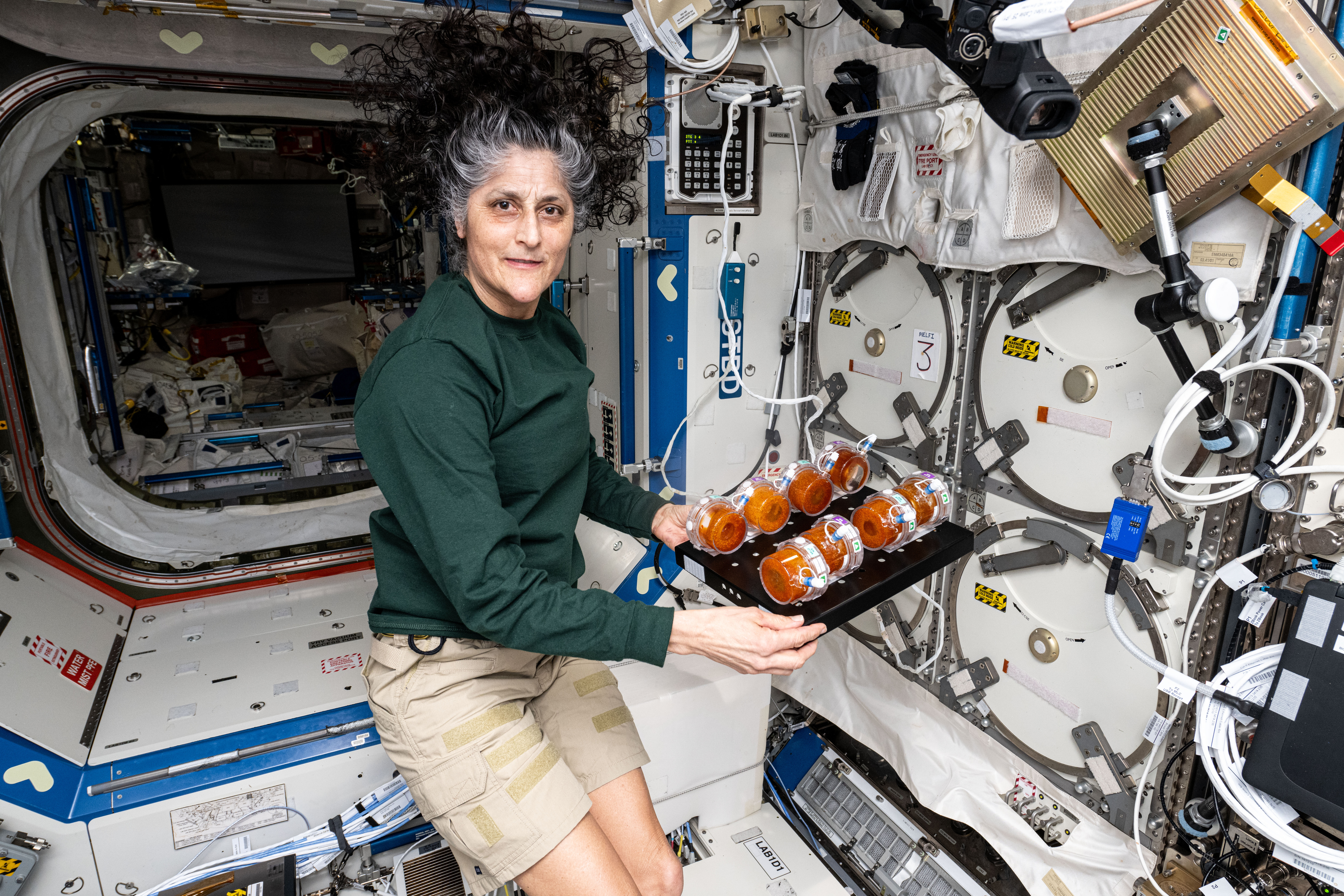
Sunita Williams con i campioni di BioNutrients poco prima di inserirli in MELFI per il congelamento

### BioNutrients
L'esperimento BioNutrients testa una tecnologia innovativa per la produzione su richiesta di nutrienti essenziali durante missioni spaziali di lunga durata. Poiché le vitamine e altri composti nutrizionali tendono a degradarsi nel tempo nei cibi conservati e negli integratori, è necessario sviluppare metodi per garantirne la disponibilità per lunghi periodi. BioNutrients utilizza lieviti geneticamente modificati per produrre zeaxantina, un carotenoide benefico per la salute degli occhi, all'interno di speciali pacchetti di crescita contenenti un substrato alimentare disidratato e stabile nel tempo. Durante l'esperimento a bordo della Stazione Spaziale Internazionale, gli astronauti attivano periodicamente questi pacchetti aggiungendo acqua sterile e incubandoli a 30ºC per favorire la crescita dei microrganismi. Dopo 48 ore, i pacchetti vengono congelati e successivamente riportati sulla Terra per analisi dettagliate sulla biomassa prodotta, la qualità del nutriente e l'eventuale presenza di contaminanti. L'indagine si sviluppa nell'arco di cinque anni, con attivazioni periodiche per testare l'efficacia del metodo nel tempo.
I risultati di BioNutrients potrebbero consentire lo sviluppo di sistemi di produzione di nutrienti in situ per future missioni su Marte, riducendo la dipendenza dai rifornimenti terrestri e garantendo un'alimentazione adeguata agli astronauti. Inoltre, questa tecnologia potrebbe essere applicata sulla Terra per produrre biomolecole essenziali in aree remote o con accesso limitato a risorse fresche, offrendo nuove soluzioni per la nutrizione e la salute globale.

### Bimodal Colloid
L'esperimento Bimodal Colloidal Assembly, Coarsening, and Failure (Bimodal Colloid) studia il comportamento dei gel colloidali formati da particelle di dimensioni diverse, concentrandosi sui processi di gelificazione, coarsening (crescita delle particelle più grandi a scapito di quelle più piccole) e possibile collasso strutturale. Poiché i gel colloidali sono utilizzati in una vasta gamma di applicazioni, come farmaci, alimenti e cosmetici, comprenderne meglio la fisica potrebbe portare a formulazioni più stabili e prevedibili. Sulla Stazione Spaziale Internazionale, la microgravità consente di isolare gli effetti della dimensione delle particelle senza l'influenza della sedimentazione, fenomeno inevitabile sulla Terra. L'esperimento integra simulazioni computazionali, studi teorici ed esperimenti pratici. Mentre gli studi teorici vengono condotti presso la Northeastern University, gli esperimenti a Terra vengono realizzati alla Università della California - Irvine. Le indagini in microgravità vengono invece eseguite a bordo della ISS, dove dodici campioni di gel colloidale vengono miscelati e osservati attraverso il microscopio KEyence Research Microscope Testbed (KERMIT). Il controllo remoto dell'esperimento permette di raccogliere dati senza la necessità di riportare i campioni sulla Terra. I risultati di Bimodal Colloid potrebbero portare allo sviluppo di modelli predittivi più precisi con un impatto su tecnologie avanzate, come i materiali per la stampa 3D, e offrire soluzioni per l'utilizzo di gel colloidali nelle future missioni spaziali.

### Bone on ISS
L'esperimento Bone on ISS studia la perdita ossea indotta dalla microgravità e il processo di recupero dopo il volo spaziale, analizzando la morfologia, la qualità e l'attività cellulare delle ossa degli astronauti prima, durante e dopo la missione. La permanenza nello spazio provoca una riduzione della densità ossea simile all'osteoporosi terrestre, compromettendo la resistenza scheletrica e aumentando il rischio di fratture. Questo studio utilizza tomografie ad alta risoluzione (pQCT e HR-pQCT) per valutare la struttura ossea e microindentazioni per misurare la qualità ossea. Inoltre, vengono esaminati marcatori biologici nel sangue e nelle urine, con particolare attenzione al fattore di crescita fibroblastico 23 (FGF23) e alla proteina Klotho, regolatori chiave del metabolismo osseo. L'esperimento si basa su un approccio sperimentale e numerico. I dati raccolti dai test medici e dalle analisi biochimiche vengono integrati per sviluppare un bone digital twin, un modello computazionale in grado di prevedere l'evoluzione dello scheletro di ciascun astronauta, simulando la perdita e il recupero osseo in funzione della durata della missione e delle caratteristiche individuali. Questo strumento potrebbe permettere la selezione di equipaggi meno predisposti alla fragilità ossea e l'ottimizzazione delle contromisure da adottare. I risultati di Bone on ISS forniranno nuove conoscenze sui meccanismi di deterioramento e rigenerazione dell'osso, con implicazioni dirette sulla prevenzione dell'osteoporosi e sullo sviluppo di trattamenti per malattie ossee terrestri. Comprendere il ruolo di FGF23 e Klotho nell'adattamento allo spazio potrebbe portare alla creazione di nuove terapie per contrastare la perdita ossea legata all'invecchiamento e alla sedentarietà.

### BTN-Neutron - ISS
L'esperimento BTN-Neutron-ISS studia il flusso e la distribuzione dei neutroni veloci e termici nello spazio vicino alla Terra, con particolare attenzione alle variazioni durante eruzioni solari. Comprendere il comportamento dei neutroni è fondamentale per migliorare i modelli di radiazione orbitale e valutare con maggiore precisione la dose di radiazioni a cui sono esposti gli astronauti, specialmente durante le attività extraveicolari (EVA). L'esperimento, condotto nel Segmento orbaitale russo della Stazione Spaziale Internazionale, utilizza spettrometri neutronici per rilevare particelle in un ampio intervallo energetico, contribuendo alla creazione di modelli fisici della radiazione di fondo nello spazio orbitale. L'investigazione si basa su una serie di strumenti scientifici avanzati, tra cui il BTN-M1 e il BTN-M2, che combinano rivelatori a elio-3, scintillatori organici e cristalli di tribromuro di lantanio per misurare neutroni e raggi gamma. Il BTN-M1, installato nel modulo Zvezda nel 2007, è una versione modificata del Neutron spectrometer HEND, già operativo nell'orbita di Marte. Il BTN-M2, invece, viene posizionato all'interno della ISS e utilizza rilevatori con moderatori di diverso spessore per distinguere le varie energie neutroniche. I dati raccolti da BTN-Neutron-ISS aiuteranno a sviluppare modelli più accurati della radiazione di fondo spaziale, migliorando la protezione degli astronauti nelle missioni di lunga durata. Inoltre, lo studio della resistenza alle radiazioni dei rivelatori a scintillazione ha ricadute dirette sulla progettazione di strumenti scientifici avanzati, con applicazioni nella ricerca nucleare e spaziale sulla Terra.

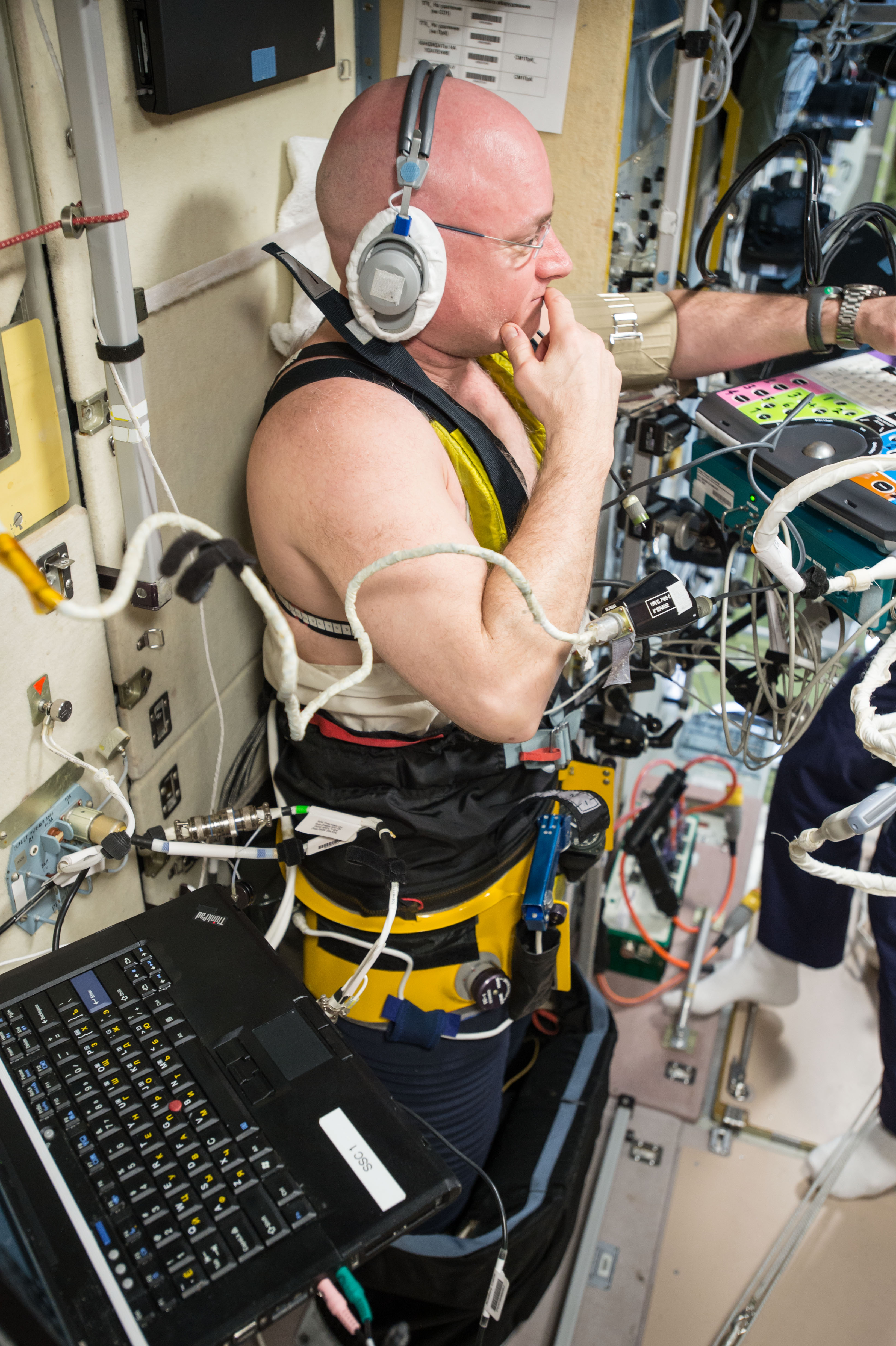
L'astronauta Scott Kelly dell'Expedition 45 indossa la tuta Chibi nel modulo Zvezda

### Fluid Shifts
L'esperimento Fluid Shifts, condotto sulla Stazione Spaziale Internazionale, indaga il fenomeno dello spostamento dei fluidi corporei verso la parte superiore del corpo durante i voli spaziali prolungati, una condizione che potrebbe essere alla base della sindrome da alterazione visiva e pressione intracranica (Visual impairment and intracranial pressure, VIIP), osservata in oltre la metà degli astronauti statunitensi. In assenza di gravità, il sangue e i fluidi corporei non vengono distribuiti come sulla Terra, causando gonfiore al viso e un aumento della pressione intracranica, che può influire negativamente sulla struttura oculare e sulla vista. Per contrastare questi effetti, l'esperimento utilizza la tuta Chibis, un dispositivo russo che applica una pressione negativa alla parte inferiore del corpo (Lower Body Negative Pressure, LBNP), simulando la gravità e spingendo i fluidi corporei verso gli arti inferiori. La tuta Chibis, utilizzata dai cosmonauti fin dai tempi delle missioni Saljut 7, funziona come un sistema a vuoto che aspira il corpo nella parte inferiore della tuta, esercitando una forza simile a quella della gravità terrestre sulle gambe. A differenza degli attuali dispositivi di esercizio a bordo della ISS, come il tapis roulant e la cyclette, che offrono un allenamento cardiovascolare senza riequilibrare la distribuzione dei fluidi, la pressione negativa esercitata dalla Chibis riproduce in parte gli effetti della postura eretta e dell'attività fisica sulla Terra. 
I risultati dell'esperimento Fluid Shifts potrebbero influenzare il design di futuri dispositivi di esercizio per missioni spaziali di lunga durata, combinando l'allenamento fisico con la regolazione della pressione dei fluidi corporei. Inoltre, le ricerche sulla pressione cerebrale e sulla vista potrebbero essere applicate a condizioni terrestri, come il recupero da traumi e malattie neurologiche o la riabilitazione di pazienti costretti a letto. Infine, sistemi simili alla Chibis potrebbero trovare impiego in ambito sportivo e ortopedico, migliorando le prestazioni degli atleti e accelerando il recupero da infortuni agli arti inferiori.

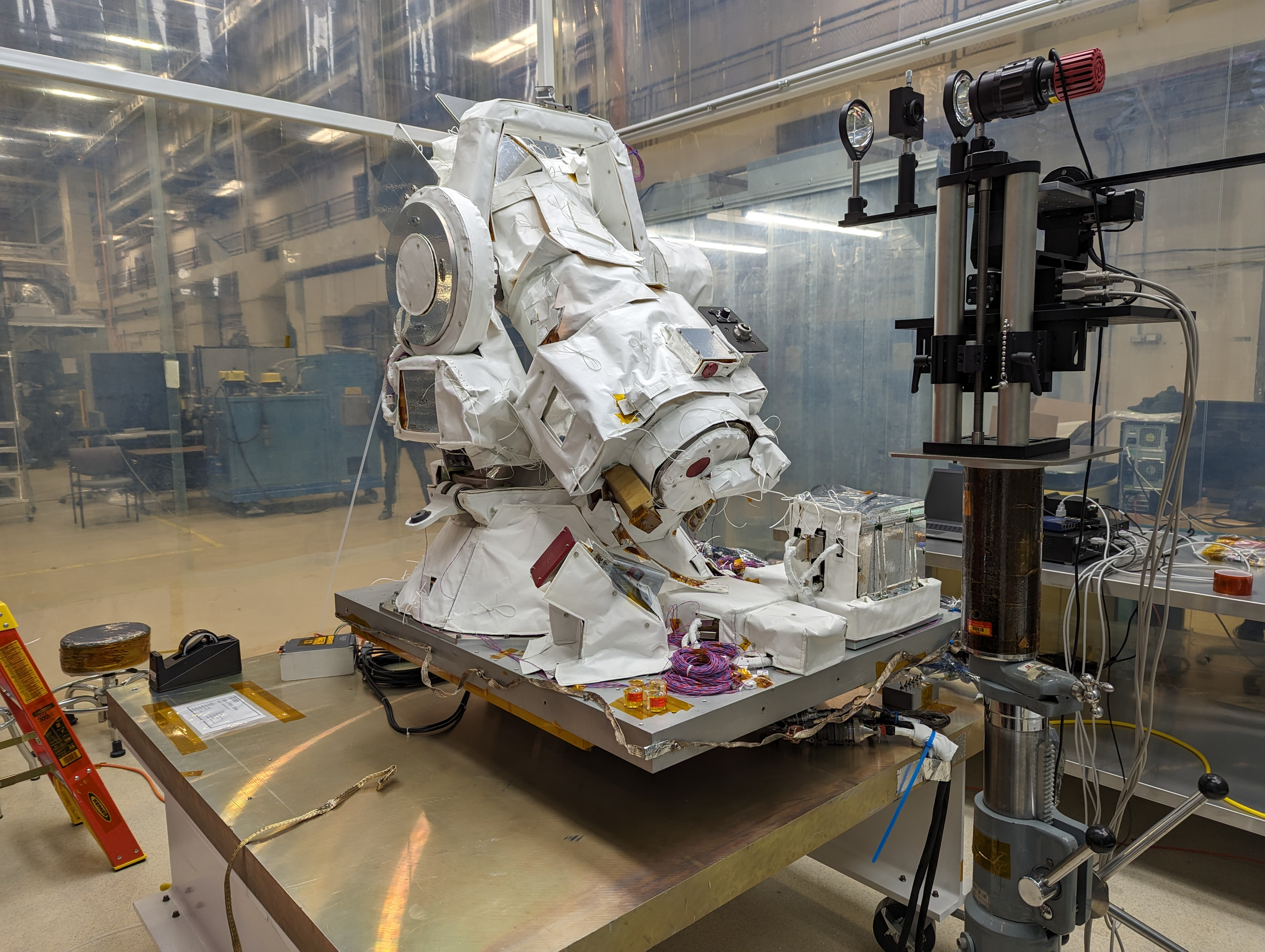
Il coronografo CODEX a Terra prima di essere lanciato sulla ISS

### CODEX
Installato sulla Stazione Spaziale Internazionale, il coronografo CODEX è progettato per svelare i meccanismi che scaldano e accelerano il vento solare, un flusso continuo di particelle e campi magnetici che si propaga dal Sole nello spazio interplanetario. Mentre i coronografi tradizionali si concentrano sulla densità del vento solare, CODEX offre un'analisi più completa misurando anche la sua temperatura e velocità, elementi fondamentali per comprendere perché il vento solare raggiunge temperature superiori a un milione di gradi, molto più elevate rispetto alla superficie del Sole. 
Grazie a questa capacità unica, CODEX permette di verificare i modelli teorici esistenti su come l'energia viene trasferita nella corona solare e su come il vento solare acquisisce la sua incredibile velocità. La sua posizione a bordo della ISS consente di osservare il vento solare in una fase più vicina al Sole rispetto a missioni come la Parker Solar Probe, che analizza il fenomeno a distanze maggiori. Confrontando i dati di queste missioni con quelli raccolti da Solar Orbiter dell'ESA/NASA e dalla missione PUNCH (Polarimeter to Unify the Corona and Heliosphere), sarà possibile costruire un quadro più dettagliato dell'intero processo di espulsione del vento solare. Le informazioni fornite da CODEX aiuteranno a migliorare le previsioni sul meteo spaziale, fenomeno che può interferire con le telecomunicazioni, i sistemi di navigazione e le infrastrutture elettriche sulla Terra. Studiando la corona solare e il vento solare con una precisione senza precedenti, l'esperimento contribuirà a proteggere le tecnologie terrestri e a preparare le future missioni spaziali a eventi di tempesta solare.

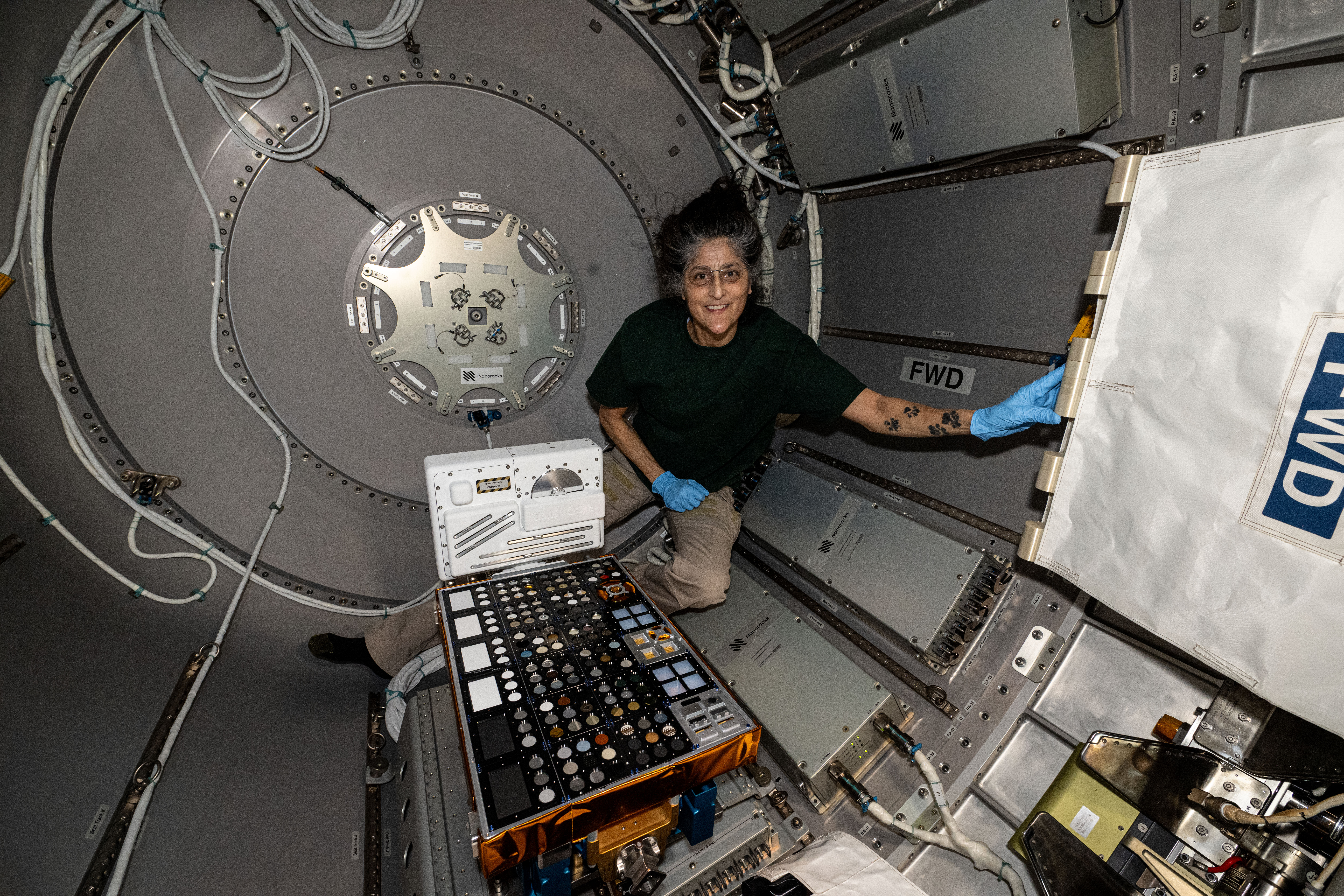
Sunita Williams vicino all'esperimento European Materials Ageing nel Bishop Airlock Module prima di essere portato fuori dalla ISS

### Euro Material Ageing
Esplorare lo spazio vicino alla Terra significa sottoporre i materiali a condizioni ambientali estreme, difficili da riprodurre nei laboratori terrestri. L'investigazione Euro Material Ageing (EMA) si propone di studiare gli effetti della microgravità, della radiazione solare e del vuoto spaziale su materiali e composti chimici, con l'obiettivo di migliorare la progettazione di future missioni spaziali e di comprendere meglio la stabilità della materia organica negli ambienti extraterrestri. L'esperimento si compone di due studi distinti, SESAME e IR-COASTER, collegati tra loro tramite una struttura meccanica e un sistema di connessione elettrica.
Il modulo SESAME, sviluppato dall'Agenzia spaziale francese (CNES), si focalizza sull'invecchiamento dei materiali esposti all'orbita terrestre bassa (LEO). Attraverso un'esposizione prolungata, gli scienziati possono valutare la resistenza di compositi avanzati e rivestimenti impiegati nei satelliti e nelle sonde spaziali. IR-COASTER, invece, si colloca nel campo dell'astrochimica e dell'astrobiologia, studiando la stabilità e la trasformazione di molecole organiche quando sottoposte a un ambiente spaziale privo della protezione atmosferica terrestre. Oltre ai suoi risvolti per le missioni spaziali, EMA offre applicazioni dirette sulla Terra, testando nuovi materiali per isolanti, ottiche, stampa 3D e rivestimenti ad alte prestazioni. L'osservazione del comportamento dei materiali nello spazio apre così la strada allo sviluppo di tecnologie più affidabili sia per l'esplorazione spaziale che per l'industria terrestre.

### MaRVIn-TABOOS
Comprendere come le particelle si spostano all'interno di un fluido quando sottoposte a gradiente termico è essenziale per numerose applicazioni, dalla separazione di virus nei fluidi biologici alla progettazione di materiali avanzati. L'esperimento Microgravity Research for Versatile Investigations-Thermophoretic And Brownian Optical Observation System (MaRVIn-TABOOS), condotto a bordo della Stazione Spaziale Internazionale, si concentra sulla termoforesi, il fenomeno che porta le particelle a migrare da una zona calda a una fredda. L'assenza di gravità elimina gli effetti della sedimentazione e della convezione termica, che sulla Terra ostacolano misurazioni precise, consentendo di raccogliere dati più accurati sulla dinamica delle particelle in fluidi complessi. 
Utilizzando un microscopio ad alta risoluzione, l'esperimento registra in tempo reale il movimento delle particelle fluorescenti in diverse condizioni termiche, variando la temperatura tra 15ºC e 50ºC lungo le celle trasparenti contenenti i campioni. La tecnica di microreologia permette di sfruttare le stesse particelle per analizzare le proprietà del fluido, come viscosità e comportamento in condizioni di transizione sol-gel. Questa combinazione di misurazioni offre un'opportunità unica per migliorare i modelli teorici esistenti sulla termodiffusione in fluidi non newtoniani, aprendo la strada a nuove tecnologie per la separazione di virus e agenti patogeni nei test diagnostici. I risultati di MaRVIn-TABOOS potrebbero portare allo sviluppo di dispositivi microfluidici avanzati per il rilevamento delle malattie virali, consentendo metodi di diagnosi più veloci ed economici. Inoltre, la ricerca fornirà nuove informazioni sul trasporto di particelle nei sistemi biologici, con implicazioni nel settore biomedico e ambientale, come lo studio del movimento degli inquinanti attraverso le membrane mucose umane.

### MeF-1
Le missioni spaziali di lunga durata possono alterare la coagulazione del sangue e la risposta immunitaria degli astronauti, aumentando il rischio di infiammazioni e trombosi. L'esperimento Megakaryocyte Flying-One (MeF1), parte dello studio MOON (Megakaryocytes Orbiting in Outer Space and Near Earth), si concentra sui megacariociti – le cellule del midollo osseo che producono le piastrine – per comprendere come la microgravità e i raggi cosmici galattici (GCR) influenzino la loro funzione e sviluppo.
Attraverso colture cellulari a bordo della ISS, MeF1 analizza la morfologia, il trascrittoma e il proteoma dei megacariociti, confrontandoli con esperimenti condotti sulla Terra in condizioni di gravità simulata e radiazione spaziale riprodotta. Inoltre, l'esperimento include un monitoraggio degli astronauti, confrontando i livelli di piastrine prima e dopo il volo per individuare alterazioni nei loro meccanismi di regolazione genetica e proteica. Lo studio non solo fornirà dati chiave per la salute degli astronauti, ma potrà anche essere applicato a patologie terrestri legate alla coagulazione e all'infiammazione, come la trombosi e le malattie autoimmuni.

### MGST
Garantire il corretto funzionamento dei sistemi di raffreddamento a bordo delle navicelle spaziali è essenziale per la longevità delle missioni spaziali. Tuttavia, i sistemi a circuito fluido pompato (Pumped Fluid Loops, PFL) attualmente utilizzati presentano un tasso di guasto del 17%, spesso a causa di filtri intasati che compromettono il flusso del refrigerante. L'esperimento MicroGravity Sediment Trap (MGST) testa una nuova tecnologia di filtrazione anti-intasamento, progettata per migliorare l'affidabilità dei sistemi di raffreddamento spaziali e prevenire il surriscaldamento dei componenti critici. Il filtro MGST, basato su dinamica dei fluidi computazionale (computational fluid dynamics, CFD), utilizza un principio simile a quello di un separatore ciclonico: il fluido viene accelerato in un vortice all'interno di una camera conica, separando le particelle più dense verso l'esterno e intrappolandole, impedendo loro di rientrare nel sistema. Questo approccio riduce il rischio di intasamento e perdita di capacità di raffreddamento, prolungando così la vita operativa delle infrastrutture spaziali.
A bordo della Stazione Spaziale Internazionale, l'esperimento viene condotto attraverso quattro circuiti idraulici indipendenti, tre dotati del sistema MGST e uno di controllo. Gli astronauti iniettano particelle di ossido di alluminio nei circuiti per simulare detriti nel fluido, raccogliendo dati su portata, temperatura e pressione. I campioni vengono poi sigillati e riportati sulla Terra per un'analisi dettagliata. Oltre all'applicazione spaziale, questa tecnologia potrebbe avere un impatto significativo in ambienti terrestri dove la manutenzione dei filtri è difficile o impossibile, come nei reattori nucleari, negli impianti industriali remoti o nei sistemi di raffreddamento di infrastrutture critiche. Migliorare l'affidabilità dei filtri non solo estenderebbe la durata dei dispositivi, ma ridurrebbe anche i costi di manutenzione e le interruzioni operative.

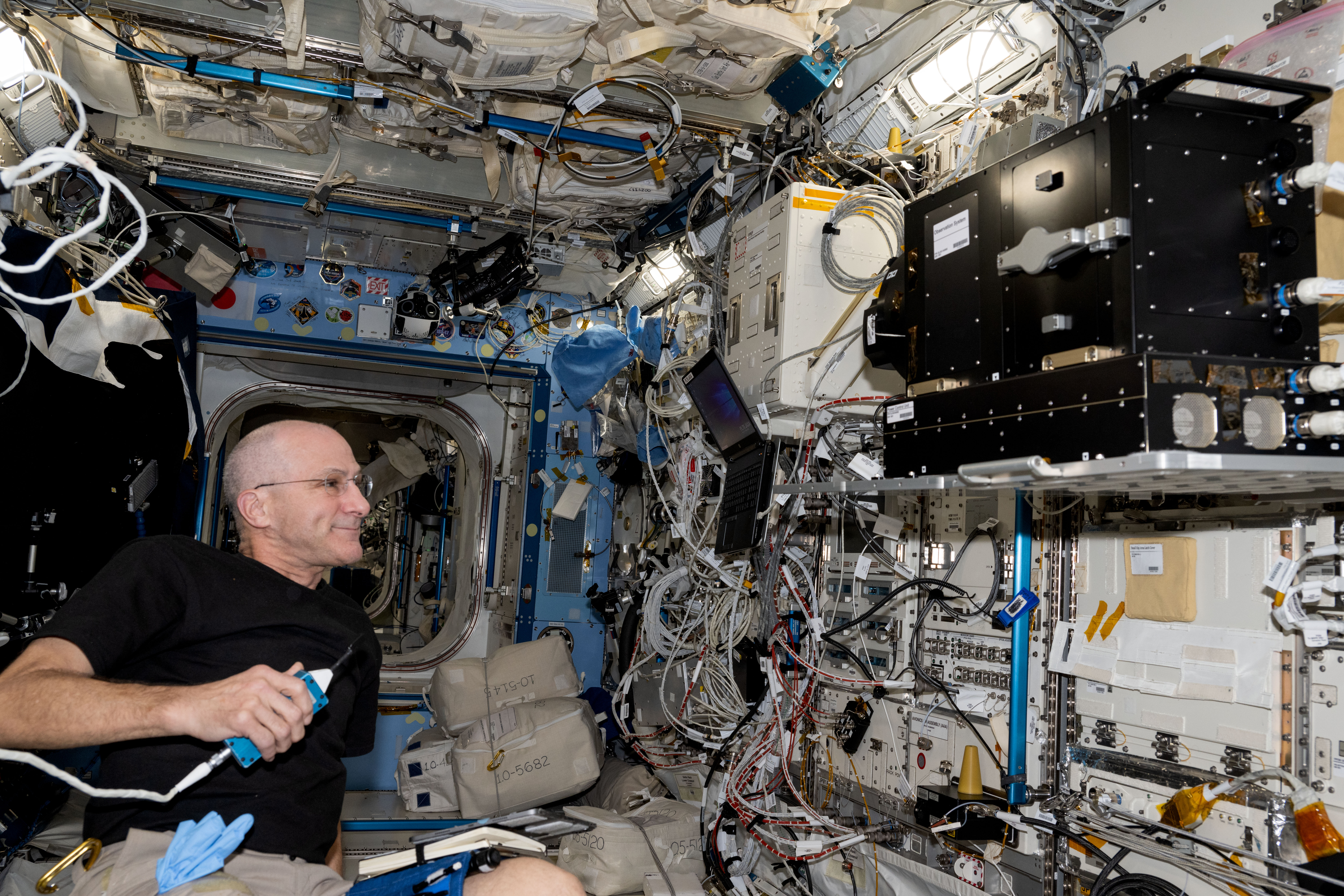
L'astronauta Don Pettit lavora all'esperimento MHU-9 nel modulo Kibo

### MHU-9
L'ambiente spaziale rappresenta una sfida per la salute degli astronauti, con effetti su sistema immunitario, muscoli e ossa simili a quelli dell'invecchiamento sulla Terra. L'esperimento Mouse Habitat Unit-9 (MHU-9) esplora il ruolo del fattore di trascrizione nucleare eritroide-2 (Nrf2), un regolatore chiave della risposta allo stress cellulare, per capire se la sua attivazione possa mitigare i danni causati dalla microgravità e dalle radiazioni cosmiche. Precedenti studi condotti sulla Stazione Spaziale Internazionale hanno analizzato topi privi di Nrf2, dimostrando che la sua assenza compromette la capacità dell'organismo di adattarsi allo stress spaziale. Tuttavia, non è ancora stato verificato se un aumento della sua attività possa proteggere dalle disfunzioni immunitarie e dai danni infiammatori indotti dallo spazio. MHU-9 si propone di rispondere a questa domanda allevando topi geneticamente modificati nel modulo Kibo della JAXA e monitorando in tempo reale le loro risposte biologiche con il sistema di Tele-Luminescence Analysis (TELLAS), una tecnologia di imaging avanzata.
I risultati di questa ricerca potrebbero aprire la strada a nuove strategie terapeutiche contro le malattie legate all'invecchiamento sulla Terra, fornendo informazioni preziose sui meccanismi di adattamento cellulare e sul potenziale utilizzo di attivatori di Nrf2 per prevenire patologie degenerative. Inoltre, comprendere meglio come il corpo reagisce allo stress spaziale potrebbe portare allo sviluppo di contromisure più efficaci per proteggere la salute degli astronauti nelle future missioni di lunga durata verso la Luna e Marte.

### MSL SCA-Batch3a-ESA
Il Materials Science Lab Batch 3a (MSL SCA-Batch 3a-ESA) è un esperimento condotto a bordo della Stazione Spaziale Internazionale, dedicato allo studio della solidificazione delle leghe metalliche in condizioni di microgravità. Comprende due esperimenti specifici, MICAST e CETSOL, entrambi focalizzati sull'analisi dei processi fisici e chimici che regolano la formazione della microstruttura delle leghe metalliche durante la solidificazione.
L'esperimento MICAST mira a comprendere l'effetto del flusso di convezione sulla crescita dendritica (strutture cristalline ramificate) nelle leghe di alluminio tecnicamente importanti (binari e ternari), esaminando in particolare la spaziatura dei dendriti e la segregazione delle fasi.
L'esperimento CETSOL si propone di approfondire la comprensione del passaggio dalla crescita colonnare (strutture cristalline allungate) a quella equiassica (strutture cristalline uniformi), detto Columnar-to-Equiaxed Transition (CET), con particolare attenzione agli effetti dei raffinatori di grano e della convezione in condizioni di microgravità. Gli esperimenti MICAST e CETSOL vengono eseguiti sulla ISS usando cartucce specifiche nel Materials Science Laboratory (MSL). Queste cartucce contengono leghe metalliche (ad esempio Al-Si, Al-Si-Cu, Al-Si-Cu-Fe per MICAST, e Al-Cu per CETSOL) che vengono solidificate direzionalmente in condizioni controllate.
La ricerca confronta i risultati ottenuti in microgravità con quelli derivati da esperimenti terrestri e voli di razzi sonda, isolando così gli effetti specifici della gravità sul processo di solidificazione. I risultati di questi esperimenti porteranno allo sviluppo di materiali strutturali più leggeri e performanti, migliorando la sicurezza, l'efficienza e le capacità delle missioni spaziali future. La ricerca nello spazio fornisce nuove conoscenze sui processi chimico-fisici della solidificazione, permettendo lo sviluppo di modelli previsionali più accurati. Questo consente alle industrie sulla Terra di produrre materiali innovativi, leggeri e ad alte prestazioni, con applicazioni dirette nella vita quotidiana, dalla costruzione di veicoli più efficienti fino a nuove tecnologie in campo edilizio e manifatturiero.

### MULTI-TROP
La coltivazione di piante nello spazio è una sfida fondamentale per le missioni di lunga durata, ma la microgravità altera il normale sviluppo delle radici, rendendo difficile la crescita controllata. L'esperimento Multiple-Tropism: Gravity, Nutrient and Water Interaction of Stimuli for Root Orientation in Microgravity (MULTI-TROP) studia separatamente l'effetto di tre fattori – gravità, acqua e nutrienti – per comprendere quali stimoli possano guidare l'orientamento delle radici in assenza di gravità. 
Sulla Terra, il geotropismo domina il comportamento radicale, con le radici che crescono verso il basso per ancorare la pianta e assorbire risorse essenziali. Tuttavia, in microgravità, le radici crescono senza una direzione precisa, un fenomeno che rende difficile progettare sistemi efficaci per la coltivazione spaziale. MULTI-TROP analizza se il chemiotropismo (risposta ai nutrienti) o l'idrotropismo (risposta all'acqua) possano compensare l'assenza di geotropismo e fornire un orientamento chiaro alle radici. 
L'esperimento utilizza il dispositivo BIOKON contenente quattro camere di crescita con due substrati distinti: uno con sola acqua e l'altro con acqua e nutrienti. Due semi vengono piantati in ciascuna camera, e la loro crescita viene monitorata prima, durante e dopo il volo spaziale. I risultati di MULTI-TROP non solo aiuteranno a sviluppare nuovi sistemi di coltivazione per le missioni lunari e marziane, ma potranno anche offrire spunti per migliorare l'agricoltura terrestre, ottimizzando la crescita delle radici in ambienti con stress idrico o carenze nutrizionali.

### Muscle Stimulation
La perdita di massa e forza muscolare rappresenta una delle principali sfide per gli astronauti in missioni spaziali prolungate. Nonostante l'esercizio fisico sia attualmente la principale contromisura adottata a bordo della Stazione Spaziale Internazionale, il suo effetto è solo parziale e richiede molto tempo. L'esperimento Neuromuscular Electrical Stimulation to Enhance the Exercise Benefits for Muscle Functions During Spaceflight (Muscle Stimulation) investiga l'uso dell'elettrostimolazione neuromuscolare (Neuromuscular Electrical Stimulation, NMES) per amplificare i benefici dell'esercizio fisico e contrastare l'atrofia muscolare in microgravità. 
L'NMES funziona inviando piccoli impulsi elettrici ai muscoli per stimolare la contrazione, simulando così l'attività muscolare naturale. Questo metodo è già utilizzato sulla Terra per riabilitazione, potenziamento atletico e recupero da immobilizzazione, e in ambito spaziale potrebbe rappresentare un valido strumento per mantenere la funzione muscolare con minore sforzo e attrezzature più leggere. L'indagine si concentra in particolare sui muscoli tibiale anteriore, quadricipite femorale e tricipite surale, misurando come la stimolazione elettrica influisce su massa, forza, resistenza e metabolismo muscolare.
L'esperimento prevede l'applicazione di NMES sugli arti inferiori degli astronauti nell'ultima fase della loro permanenza a bordo della ISS. Il confronto tra dati pre-volo, in-volo e post-volo permette di valutare l'efficacia della tecnica nel mitigare la perdita muscolare, migliorare l'ossigenazione e stimolare la produzione di fattori di crescita e angiogenesi. Se dimostrata efficace, l'NMES potrebbe ridurre il tempo e le risorse necessarie per l'allenamento nello spazio, facilitando l'adattamento alle condizioni lunari e marziane. Oltre alle applicazioni spaziali, questo studio ha importanti implicazioni mediche sulla Terra, in particolare per il trattamento della sarcopenia negli anziani, la riabilitazione di pazienti immobilizzati o affetti da malattie croniche e l'allenamento di atleti paralimpici. L'NMES potrebbe quindi diventare una soluzione accessibile ed efficace per migliorare la qualità della vita di molte persone, sia sulla Terra che nello spazio.

### Nanolab Astrobeat
L'esperimento Nanoracks Astrobeat testa la saldatura a freddo in microgravità per esplorare la possibilità di applicare patch riparatrici sugli scafi delle navicelle spaziali danneggiati da impatti con micrometeoriti e detriti spaziali. Le collisioni ad alta velocità con questi oggetti rappresentano un rischio concreto per la sicurezza delle missioni spaziali, e una tecnica di riparazione interna potrebbe fornire una soluzione più sicura ed efficiente rispetto a un'attività extraveicolare. La saldatura a freddo avviene quando due metalli simili vengono premuti insieme con una forza sufficiente, permettendo la fusione delle superfici senza necessità di calore o materiale d'apporto. In assenza di atmosfera, come nello spazio, le superfici metalliche non si ri-ossidano dopo l'usura, facilitando l'adesione a livelli più bassi di pressione. Astrobeat testa questa tecnica utilizzando un dispositivo che simula una breccia nello scafo, applicando due tipologie di patch: una in alluminio e una in rame. Un sistema di molle genera la pressione necessaria per unire i metalli, e una telecamera registra l'intero processo per la verifica dei risultati. 
I campioni saldati nello spazio verranno confrontati con quelli prodotti sulla Terra per un'analisi metallurgica comparativa. Se i risultati dimostreranno l'efficacia della saldatura a freddo in microgravità, questa tecnologia potrebbe diventare un'importante contromisura contro i danni da impatto nelle future missioni spaziali. Inoltre, lo studio del fenomeno potrebbe fornire nuove applicazioni industriali anche sulla Terra, migliorando l'utilizzo della saldatura a freddo in diversi settori tecnologici.

### NAVCOM
L'esperimento Navigation and Communication Testbed (NAVCOM) testa una tecnologia avanzata per elaborare segnali di navigazione simili a quelli utilizzati dal Sistema satellitare globale di navigazione (GNSS), il sistema che sfrutta costellazioni di satelliti per fornire informazioni di posizione e tempo. Tuttavia, il GNSS ha gravi limitazioni nelle missioni lunari, a causa della scarsa disponibilità dei segnali, della bassa potenza ricevuta e dell'incertezza nelle misurazioni. NAVCOM mira a risolvere questi problemi proponendo un sistema di backup, basato sulla trasmissione di segnali di riferimento da stazioni a terra o sulla superficie lunare. NAVCOM utilizza un ricevitore Software Defined Radio (SDR) basato sulla tecnologia GARSPACE, progettata per piattaforme spaziali e implementata su un System-on-a-chip (Xilinx Zynq 7035). Il ricevitore è collegato alle strutture della Stazione Spaziale Internazionale tramite interfacce seriali e RF, con la possibilità di essere montato stabilmente attraverso supporti dedicati.
Questa tecnologia potrebbe offrire un'alternativa più precisa al GNSS per le missioni lunari, trasmettendo segnali di posizionamento da stazioni sulla superficie lunare direttamente ai veicoli in orbita. Inoltre, il sistema può essere utilizzato anche per trasmettere messaggi di avviso e altri dati, ampliando il potenziale utilizzo di questa tecnologia sulla Terra. Se dimostrata efficace, NAVCOM potrebbe diventare un elemento chiave per la navigazione autonoma nello spazio profondo, supportando future missioni di esplorazione lunare e interplanetaria.

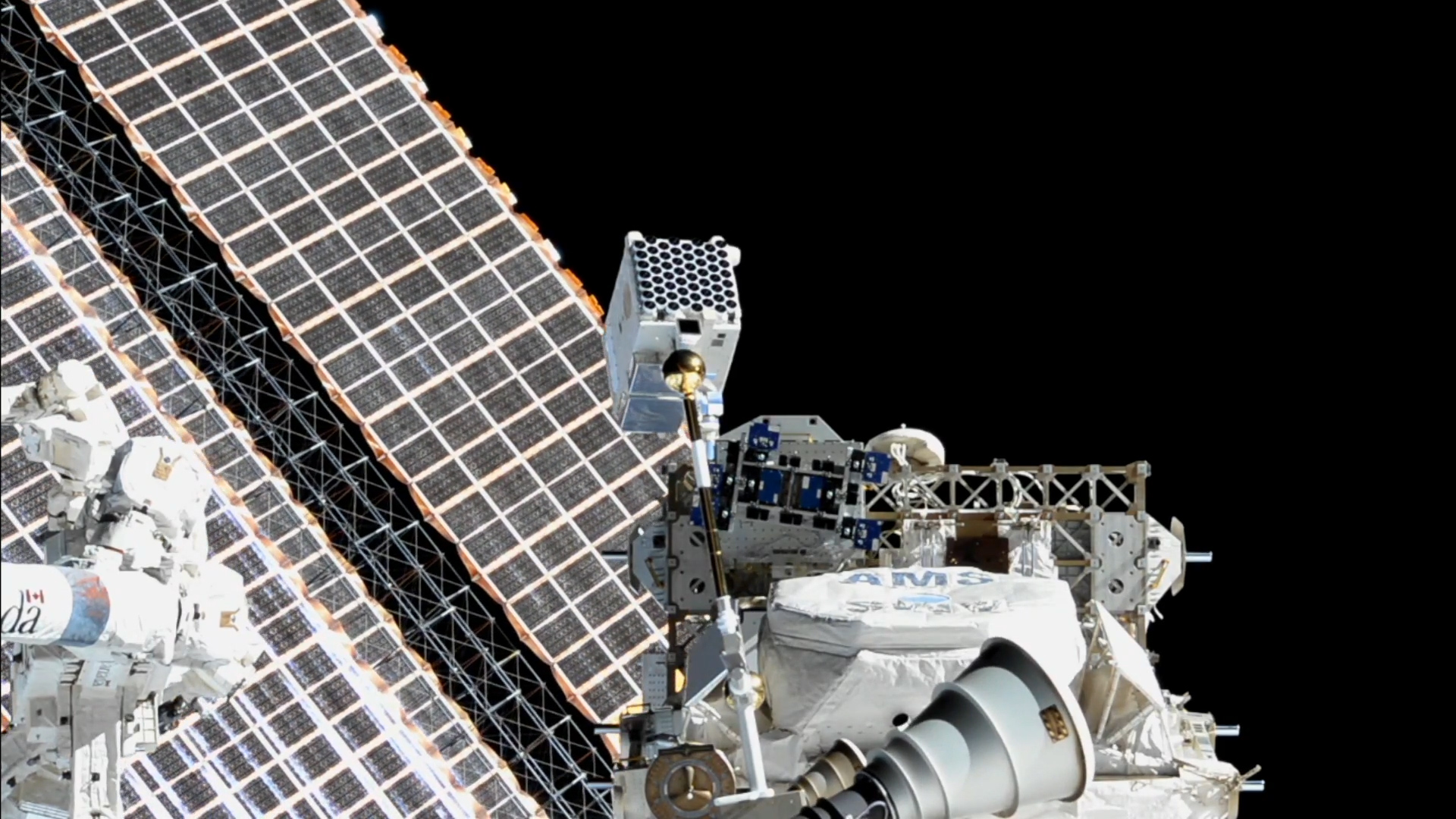
NICER vicino all'Alpha Magnetic Spectrometer (AMS)

### NICER
Il progetto NICER/SEXTANT, a bordo della Stazione Spaziale Internazionale, è dedicato allo studio delle stelle di neutroni, i resti ultradensi di supernove che rappresentano gli oggetti più compatti e misteriosi dell'universo. Le stelle di neutroni emettono raggi X che non possono essere osservati da terra a causa dell'atmosfera, ma che NICER riesce a captare grazie al suo posizionamento nello spazio. Attraverso osservazioni ad alta precisione nella banda dei raggi X molli (0,2 – 12 keV), NICER analizza la struttura, la dinamica e l'energia di questi oggetti, ponendo le basi per rispondere a domande fondamentali sulla materia densa, sulla gravità estrema e sui fenomeni astrofisici ad alta energia. L'esperimento è dotato di 56 ottiche X-ray e sensori al silicio che misurano energia e tempo di arrivo dei fotoni con estrema precisione, e usa un sistema GPS e un tracciatore stellare per orientarsi nel cielo. Una componente fondamentale del progetto è SEXTANT, una dimostrazione tecnologica che sfrutta le pulsazioni regolari delle stelle di neutroni (soprattutto i pulsar millisecondo) per sperimentare un sistema di navigazione spaziale simile al GPS, ma valido in qualsiasi punto del Sistema solare. Questa combinazione tra ricerca scientifica e tecnologia applicata ha un impatto significativo non solo per le missioni spaziali – migliorando la precisione della navigazione interplanetaria – ma anche per la scienza terrestre, fornendo dati unici per la fisica nucleare, gravitazionale e delle particelle, oltre che stimoli per lo sviluppo tecnologico e l'educazione scientifica.

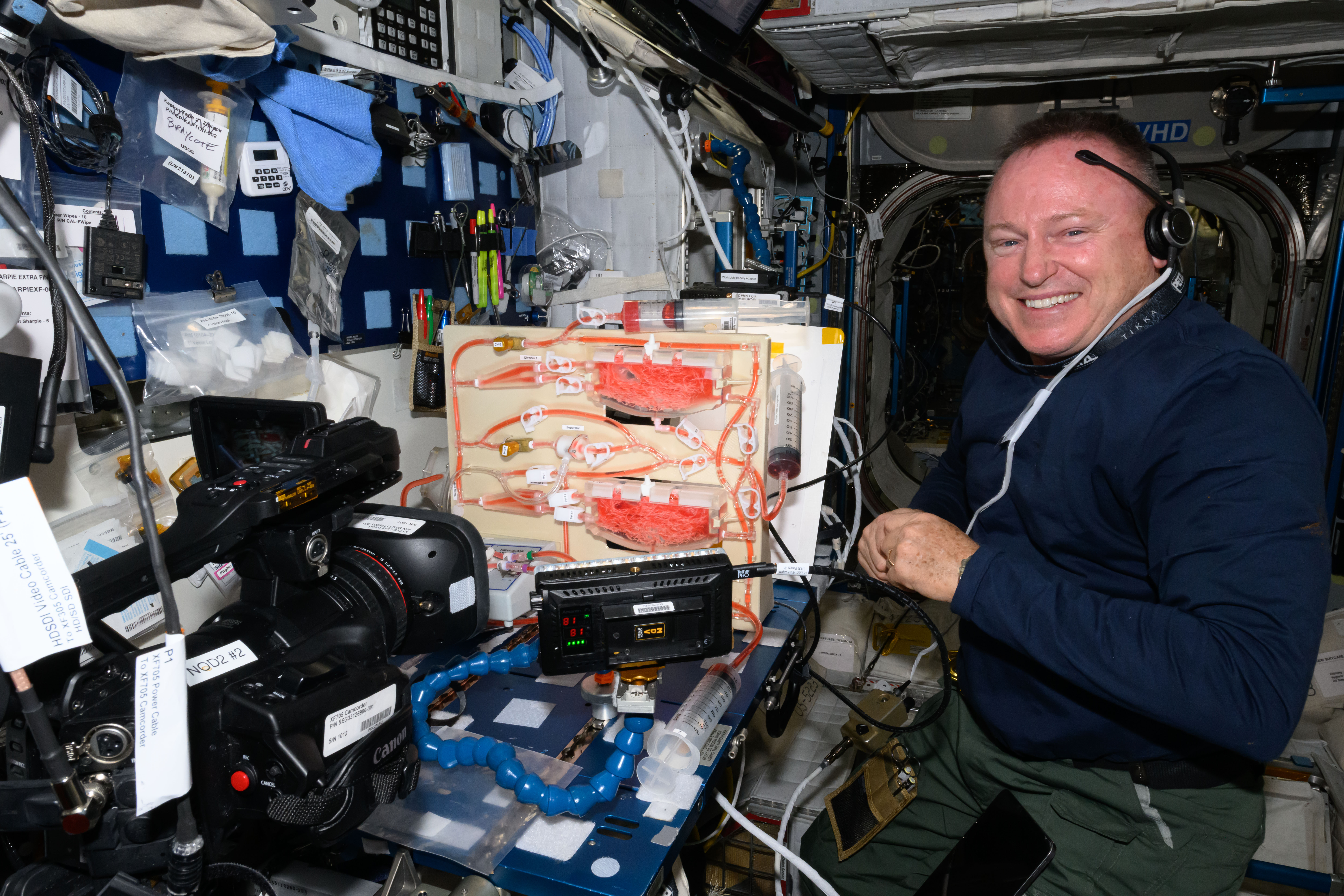
L'astronauta Butch Wilmore lavora all'esperimento Plant Water Management 5 e 6

### Plant Water Management 5 e 6
L'esperimento Plant Water Management 5 e 6 esplora nuovi metodi per garantire l'idratazione e l'aerazione delle radici delle piante coltivate nello spazio, sfruttando le proprietà fisiche dei fluidi come la tensione superficiale e la bagnatura. La microgravità rende particolarmente complesso il controllo dell'acqua nei sistemi di coltivazione spaziali, limitando la crescita delle piante e compromettendo la produzione di cibo nelle future missioni spaziali. Questa indagine studia come le forze capillari possano sostituire il ruolo della gravità nella gestione dei liquidi, regolando in modo passivo il flusso d'acqua nei sistemi di irrigazione idroponici e aeroponici. In particolare, vengono testati contenitori aperti e coperti da membrane semipermeabili, con l'obiettivo di dimostrare la possibilità di fornire acqua e ossigeno alle radici dall'inizio del ciclo vitale fino al raccolto. Inoltre, si analizzano diversi metodi di separazione delle bolle d'aria, un problema critico nella gestione dei liquidi in microgravità.
I risultati potrebbero rivoluzionare il design dei sistemi di irrigazione spaziali, consentendo la coltivazione di piante su piattaforme orbitanti, sulla Luna o su Marte, e fornendo soluzioni innovative per migliorare la crescita delle piante anche in ambienti terrestri estremi. Se efficace, questa tecnologia potrebbe ridurre la dipendenza da pompe e componenti meccanici complessi, migliorando l'affidabilità delle serre spaziali e rendendo la produzione di cibo più autonoma e sostenibile per future missioni di lunga durata.

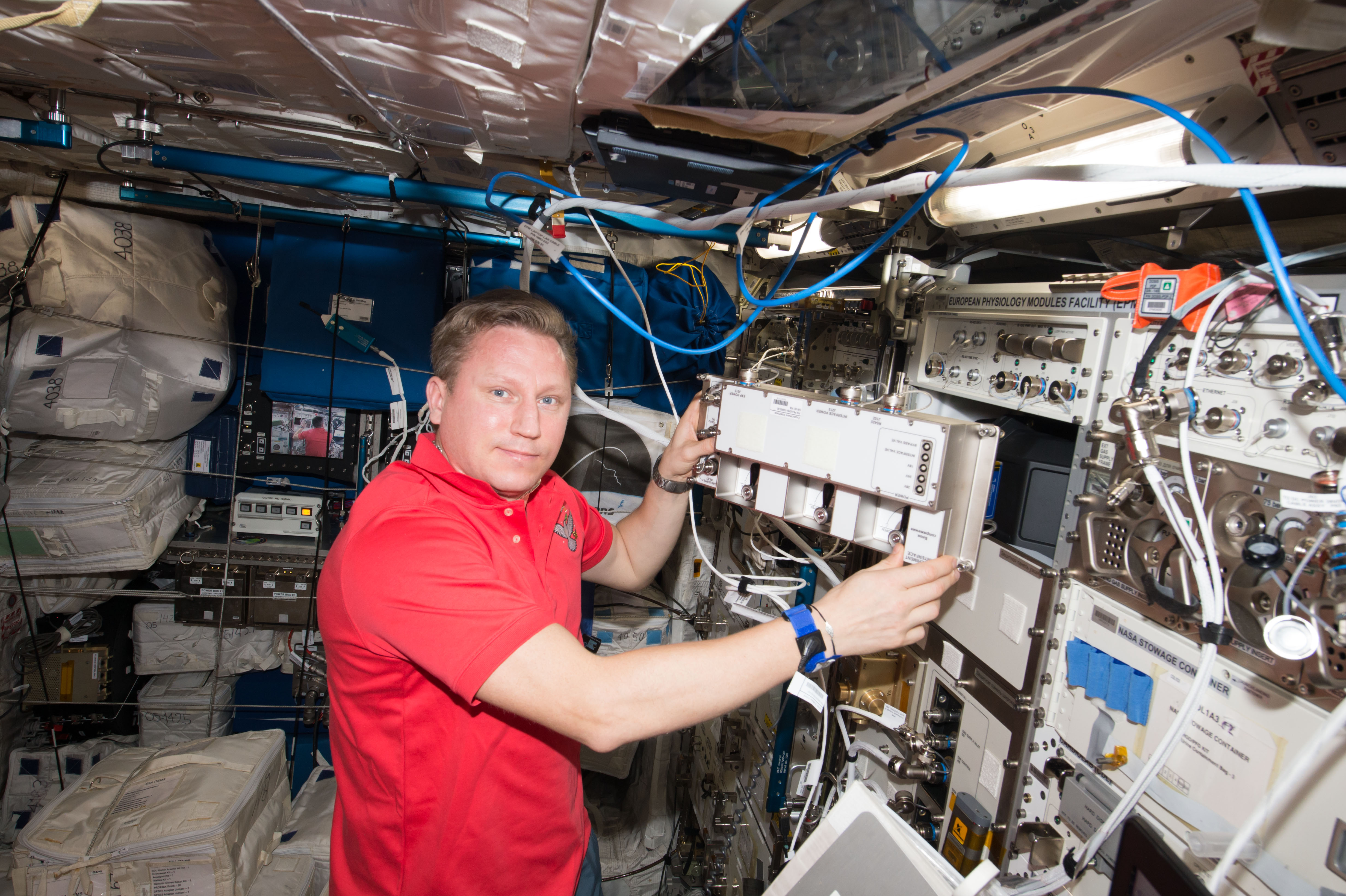
Il cosmonauta Sergej Prokop'ev dell'Expedition 56 installa l'esperimento Plasma Kristall-4 nel modulo Columbus

### Plasma Kristall-4
Plasma Kristall-4 (PK-4) è un esperimento a bordo della Stazione Spaziale Internazionale nato dalla collaborazione tra l'Agenzia Spaziale Europea (ESA) e l'Agenzia Spaziale Russa (Roscosmos), progettato per studiare i plasmi complessi, ovvero miscele di gas ionizzato a bassa temperatura contenenti anche particelle microscopiche, come granelli di polvere. In condizioni di microgravità, queste particelle diventano fortemente cariche e possono auto-organizzarsi in strutture ordinate note come cristalli di plasma. PK-4 consente di esplorare proprietà microscopiche (come la carica delle particelle e le forze che le influenzano), proprietà macroscopiche (come la viscosità e la termodinamica), e fenomeni tipici dei sistemi a molti corpi, come la cristallizzazione, le onde di polvere e la turbolenza. Grazie alla sua struttura a tubo di vetro allungato e a un plasma a corrente continua, il laboratorio offre una finestra unica per osservare in tempo reale i processi dinamici nei plasmi complessi, impossibili da studiare con precisione sulla Terra a causa della gravità. I risultati degli esperimenti PK-4 possono migliorare la comprensione dei fenomeni plasmatici che si verificano nello spazio, contribuendo alla progettazione di veicoli spaziali più efficienti, e fornire nuove conoscenze applicabili anche sulla Terra in settori che impiegano il plasma, come l'elettronica, l'industria dei materiali e la medicina.

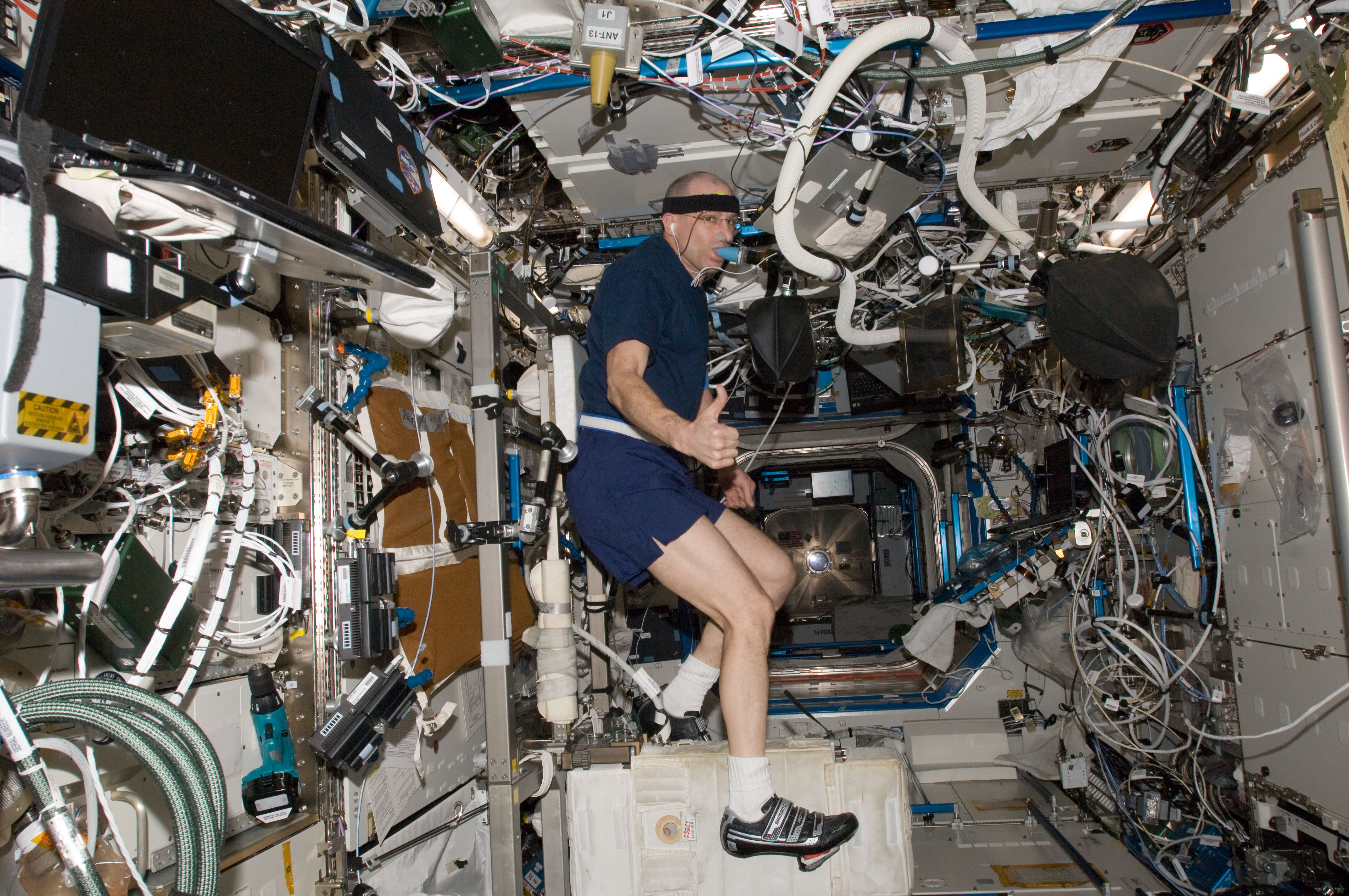
Don Pettit durante l'Expedition 30 usa Portable Pulmonary Function System mentre fa esercizio fisico su CEVIS

### Portable Pulmonary Function System
Il Portable Pulmonary Function System è un dispositivo autonomo sviluppato dall'Agenzia spaziale europea (ESA) che rappresenta un'evoluzione del precedente Pulmonary Function System, concepito per eseguire una vasta gamma di misurazioni fisiologiche in condizioni di microgravità, con particolare attenzione alla funzione polmonare, al flusso sanguigno e alla fisiologia cardiovascolare. Progettato per operare in diversi ambienti all'interno della Stazione Spaziale Internazionale, il sistema consente di analizzare simultaneamente sei gas durante ogni singolo respiro, fornendo informazioni dettagliate sulla capacità polmonare, sul volume dei tessuti polmonari e su parametri critici come la gittata cardiaca e la saturazione di ossigeno. Questa tecnologia, integrata nel pool degli strumenti del Columbus e utilizzata all'interno del rack Human Research Facility (HRF), è stata sviluppata in collaborazione con il supporto in tempo reale di Damec, un'organizzazione danese, ed è stata verificata durante le procedure di check-out e messa in funzione, garantendo che tutti i sottosistemi europei funzionino correttamente. I dati raccolti da questo sistema avanzato non solo aiuteranno a monitorare e migliorare la salute degli astronauti in condizioni di peso zero, ottimizzando le strategie di intervento in situ durante le missioni spaziali di lunga durata, ma potrebbero anche tradursi in applicazioni mediche terrestri, offrendo nuovi strumenti diagnostici e di monitoraggio per patologie respiratorie e cardiovascolari.

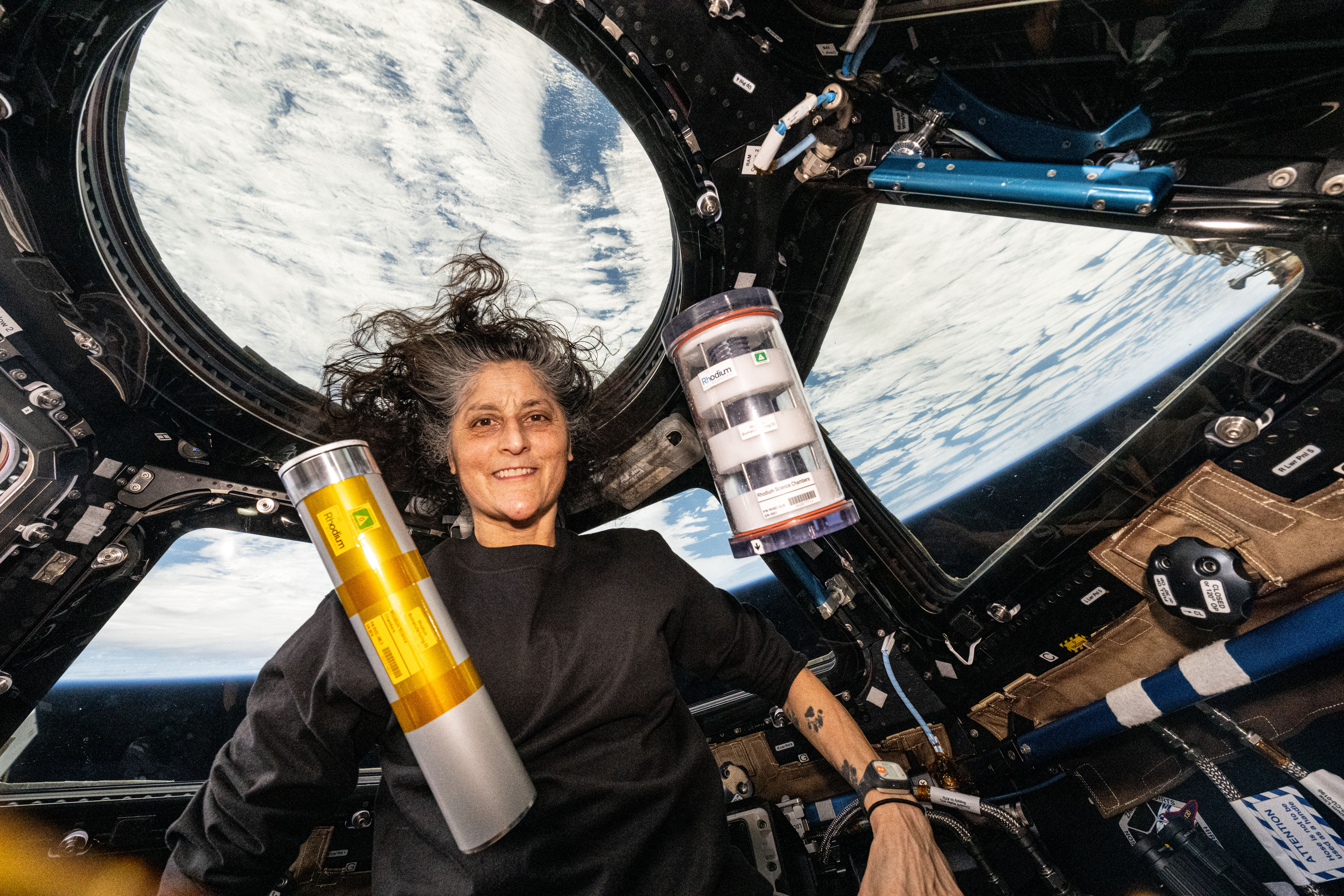
Sunita Williams mostra il dispositivo dell'esperimento Rhodium Biomanufacturing 03 nella Cupola

### Rhodium Biomanufacturing 03
La ricerca sulla bioproduzione nello spazio prosegue con l'indagine Efficient and Resilient Biomanufacturing in Variable Gravity – Mission 3 (Rhodium Biomanufacturing 03), che studia come la microgravità influisca sull'uso di batteri e lieviti ingegnerizzati per la produzione di cibo, farmaci e materiali essenziali. Poiché l'assenza di gravità modifica la crescita cellulare e l'attività metabolica, la bioproduzione spaziale richiede strategie innovative per garantire un output stabile e scalabile. L'obiettivo è ottimizzare la capacità dei microrganismi di adattarsi a un ambiente variabile, migliorando la resa e la costanza della produzione indipendentemente dal livello di gravità. Il progetto sfrutta il Rhodium Variable Gravity Simulator per esporre i campioni a condizioni di gravità lunare, marziana e microgravità, permettendo di confrontare le prestazioni con i dati ottenuti nelle due missioni precedenti. I risultati potrebbero facilitare lo sviluppo di una catena di approvvigionamento autosufficiente per future missioni di lunga durata, riducendo la dipendenza dai rifornimenti terrestri e aprendo nuove prospettive per la produzione sostenibile di biomolecole utili sia nello spazio che sulla Terra.

### Rhodium Plant LIFE

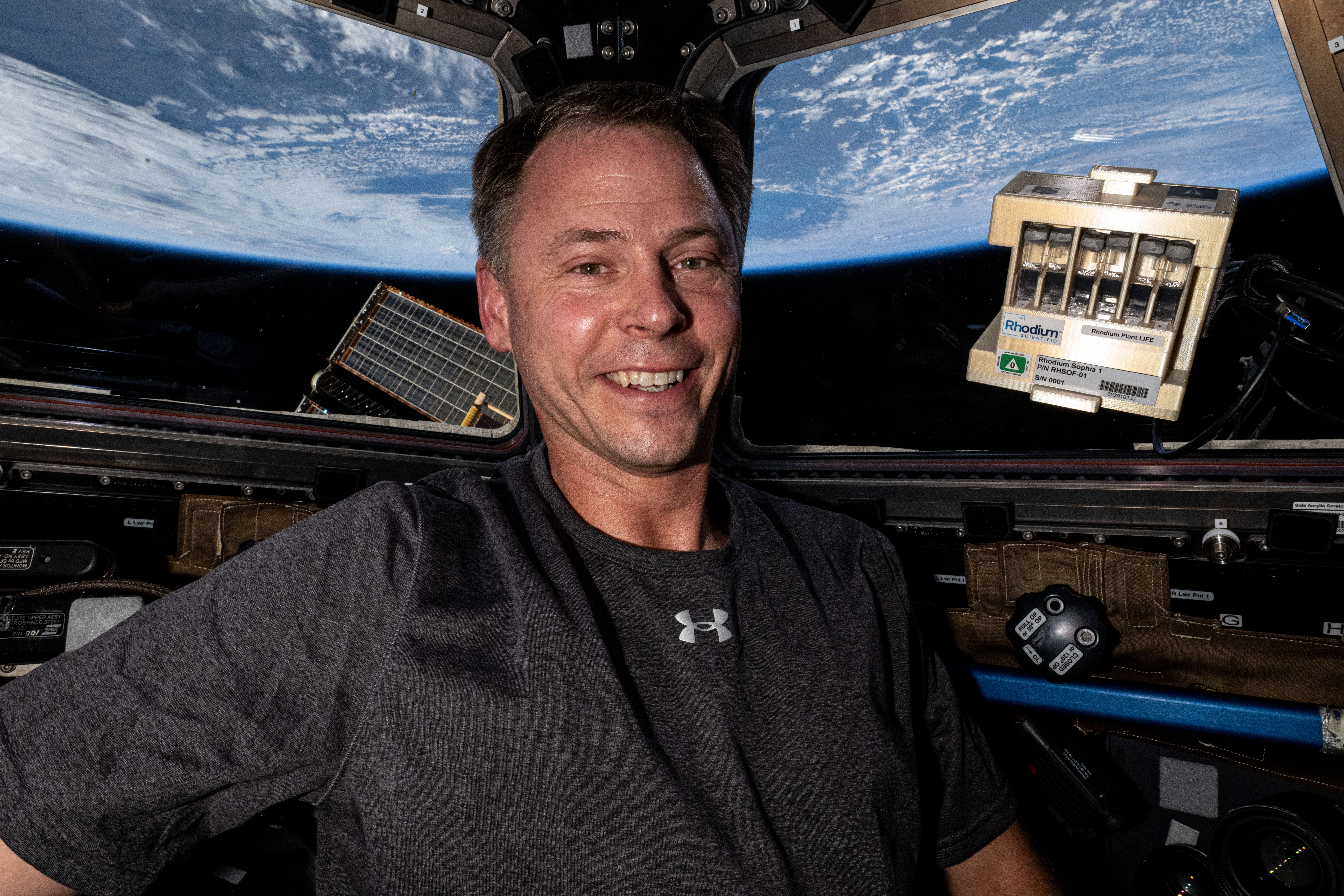
Nick Hague mostra il dispositivo dell'esperimento Rhodium Plant LIFE

L'indagine Rhodium Plant LEO Integrated Flori-culture Experiment (LIFE) 01 (Rhodium Plant LIFE) studia come la microgravità e l'esposizione a diverse intensità di radiazioni influenzino lo sviluppo vegetale. L'esperimento utilizza la Arabidopsis thaliana, una pianta modello nella biologia vegetale, per confrontare la crescita delle radici di varietà normali e geneticamente modificate prive della sensibilità alla gravità. L'obiettivo è comprendere come l'assenza di gravità alteri i meccanismi genetici di sviluppo radicale e come queste informazioni possano essere applicate alla produzione di piante nello spazio e sulla Terra. L'indagine prevede un confronto con un esperimento gemello a bordo della missione Polaris Dawn, che opera a una quota orbitale più elevata, permettendo di valutare l'effetto di livelli di radiazione differenti. I risultati potrebbero migliorare le strategie per la coltivazione di piante nei futuri habitat spaziali e offrire nuove soluzioni per l'agricoltura terrestre, ottimizzando la crescita delle colture in condizioni ambientali difficili.

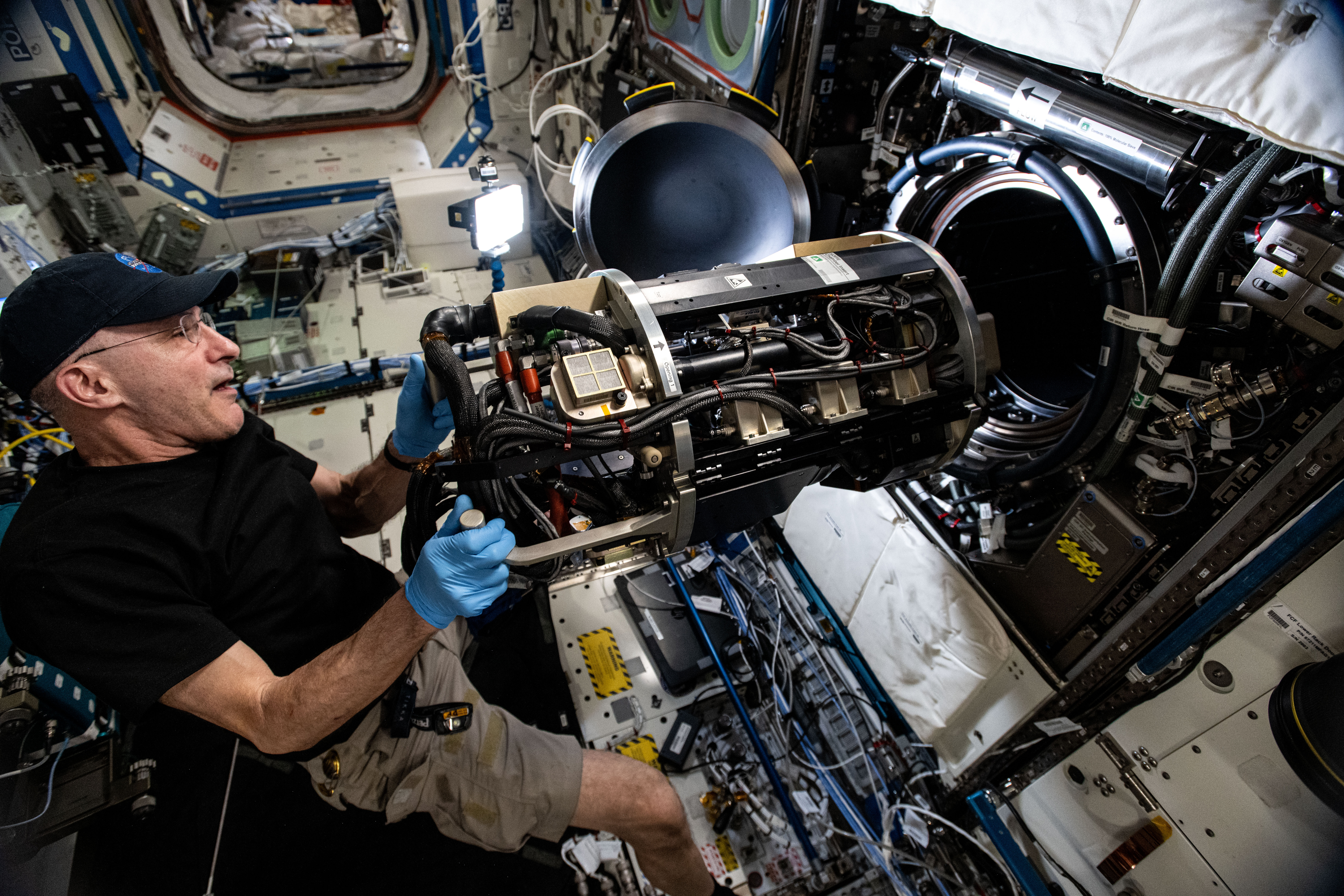
Don Pettit inserisce l'elemento principale del Combustion Integrated Rack (CIR) dopo aver sostituito dei campioni per l'esperimento SoFIE-MIST nel modulo Destiny

### SoFIE
SoFIE è un programma di ricerca dedicato alla sicurezza antincendio nello spazio, condotto a bordo della Stazione spaziale internazionale. Studia la combustione di materiali solidi in microgravità per migliorare la prevenzione e la gestione degli incendi durante le missioni spaziali. Le tre indagini che lo compongono affrontano aspetti complementari della propagazione della fiamma. SoFIE-GEL analizza l’effetto della temperatura sull'infiammabilità di combustibili come il polimetilmetacrilato (PMMA), osservando come varino crescita ed estinzione della fiamma in funzione di parametri ambientali come ossigeno, pressione e riscaldamento. SoFIE-MIST si concentra invece sull'avvio e la soppressione della combustione in presenza di calore, studiando in particolare come atmosfere a bassa pressione e alta concentrazione di ossigeno influenzino l'ignizione e la propagazione delle fiamme. Infine, SoFIE-RTDFS indaga come lo spessore dei materiali e il tempo di esposizione al calore condizionino la diffusione della fiamma e la sua autoestinzione in condizioni di microgravità. I dati raccolti da questi esperimenti contribuiscono a sviluppare modelli predittivi più accurati e a selezionare materiali e strategie più sicuri, con benefici anche per la comprensione della combustione sulla Terra.

### SUBSA-InSPA-SSCug
La microgravità offre condizioni uniche per la crescita di cristalli di alta qualità, fondamentali per lo sviluppo di semiconduttori avanzati. L'indagine SUBSA-InSPA-SSCug esplora il potenziale della produzione spaziale di cristalli compositi semiconduttori-semetallici, con l'obiettivo di ottenere materiali più puri e uniformi rispetto a quelli realizzabili sulla Terra. Questi cristalli potrebbero rivoluzionare settori tecnologici come intelligenza artificiale, sensoristica avanzata e sistemi di difesa, migliorando le prestazioni e la sostenibilità dei dispositivi elettronici. Se i risultati confermeranno le ipotesi, la ricerca potrebbe aprire la strada alla produzione su larga scala di semiconduttori nello spazio, favorendo la crescita di un'economia orbitale basata sulla manifattura di materiali critici per il futuro tecnologico.

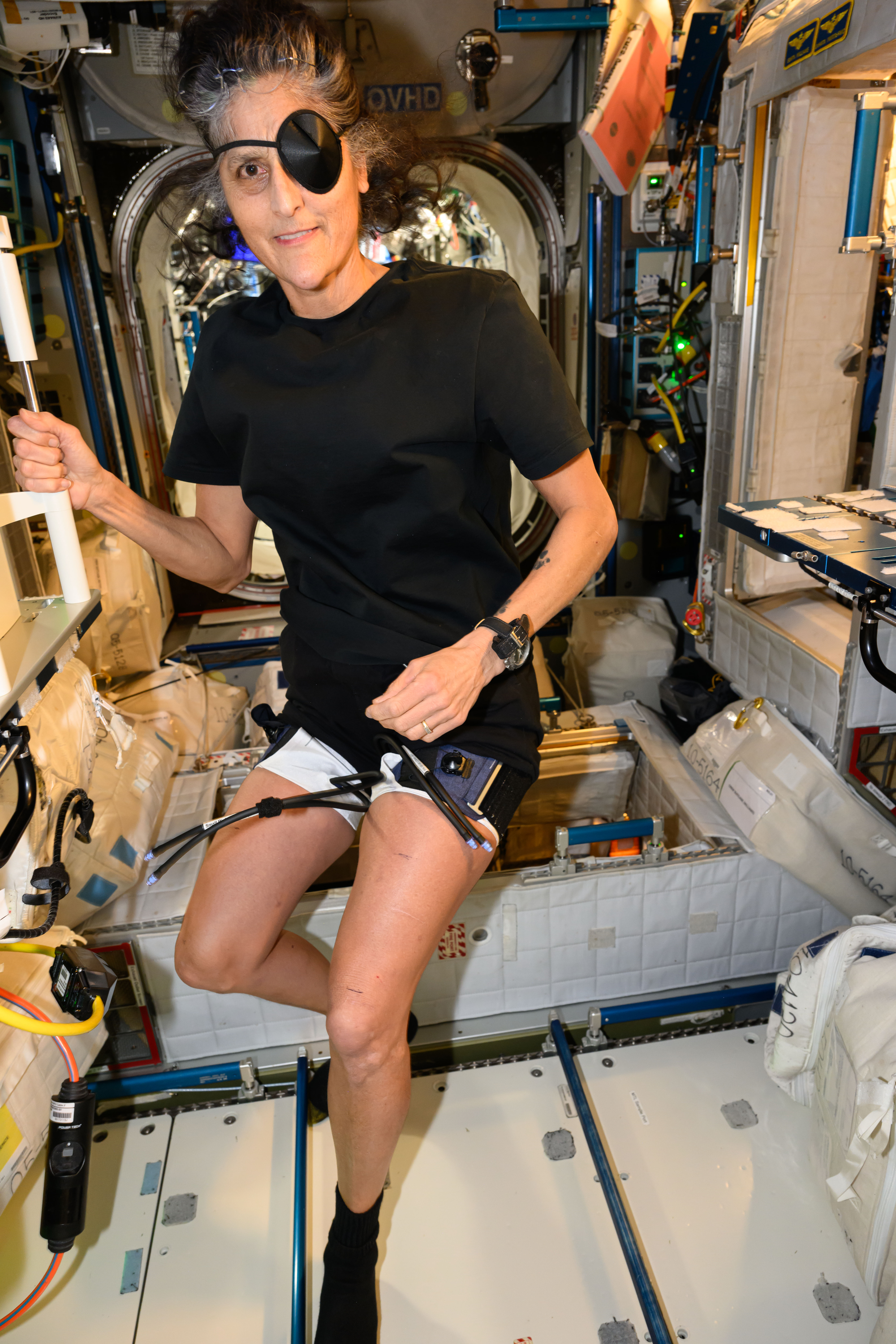
Sunita Williams indossa le fasce a compressione nelle cosce per l'esperimento Thigh Cuff

### Thigh Cuff
L'adattamento del corpo umano alla microgravità può causare problemi legati allo spostamento dei fluidi verso la parte superiore del corpo, con possibili effetti negativi sulla salute degli astronauti, tra cui alterazioni della struttura oculare e della vista. L'indagine Thigh Cuff esplora l'uso di fasce a compressione applicati alle cosce per contrastare questo fenomeno, riducendo l'accumulo di sangue nella testa e potenzialmente prevenendo la Sindrome neurooculare associata ai voli spaziali (Spaceflight Associated Neuro-ocular Syndrome, SANS). Se i risultati confermeranno l'efficacia di questa soluzione, le fasce potrebbero diventare un dispositivo semplice e pratico per migliorare il benessere degli astronauti nelle missioni spaziali di lunga durata e offrire applicazioni utili anche sulla Terra per il trattamento di condizioni mediche associate alla ritenzione di liquidi.

### Uragan-Vizual
L'indagine Uragan - Vizual esplora l'osservazione della Terra dalla Stazione Spaziale Internazionale per monitorare e prevedere lo sviluppo di disastri naturali e antropici. Questo esperimento acquisisce immagini e dati spettrali di aree a rischio, come le zone montuose della regione di Krasnodar, per identificare fenomeni potenzialmente pericolosi come frane e inondazioni e monitora l'impatto umano sull'ambiente, con particolare attenzione alle aree naturali protette. Le immagini raccolte dagli astronauti a bordo della ISS offrono un punto di vista unico per lo studio di eventi naturali, fornendo dati preziosi per l'analisi di frane, eruzioni vulcaniche, incendi boschivi, terremoti, tempeste di sabbia e indicatori di cambiamenti climatici. Le immagini notturne catturate dall'equipaggio forniscono informazioni sulla distribuzione dell'illuminazione artificiale, contribuendo agli studi sull'inquinamento luminoso e sull'urbanizzazione.

### VIRTUAL
L'indagine Virtual esamina l'effetto della microgravità sul sistema vestibolare, il controllo dello sguardo e il tracciamento visivo durante le missioni di lunga durata a bordo della Stazione Spaziale Internazionale. Questo studio fornisce dati oggettivi e dettagliati sulle interazioni tra i sistemi sensoriali e sul funzionamento del meccanismo di orientamento spaziale in assenza di peso. I risultati ottenuti sono essenziali per monitorare lo stato del sistema visivo-vestibolare dei cosmonauti e per sviluppare metodologie predittive che migliorino la loro efficienza operativa e il processo di adattamento post-volo. L'esperimento ha ricadute significative anche sulla Terra, con applicazioni in ambito sportivo ad alte prestazioni, come la ginnastica e il pattinaggio di velocità, e nel settore medico, per la diagnosi e il trattamento dei disturbi dell'equilibrio e delle vertigini. Le procedure sviluppate possono inoltre essere utilizzate per valutare l'efficacia di farmaci e per migliorare l'affidabilità delle attività professionali che richiedono un elevato livello di precisione e coordinazione sensoriale.